# الجدول الزمني للحرب الأهلية السورية (2021)
فيما يلي الجدول الزمني للحرب الأهلية السورية (2021). يمكن العثور على معلومات إجمالي أعداد الضحايا في خسائر الحرب الأهلية السورية.

## يناير
في 1 يناير 2021، أفاد المرصد السوري لحقوق الإنسان في المملكة المتحدة، بانفجار قنبلة بالقرب من قاعدة عسكرية روسية في قرية تل السمن جنوب عين عيسى، مما أدى إلى إصابة عدد من الجنود الروس. وذكر المرصد السوري لحقوق الإنسان إن شاحنة صغيرة محملة بالمتفجرات توقفت خارج القاعدة الروسية من قبل رجلين ثم فرّا من المنطقة. وأعلن تنظيم حراس الدين مسؤوليته عن الهجوم عبر رسالة متداولة على مواقع التواصل الاجتماعي. ووصف رامي عبد الرحمن، مدير المرصد السوري لحقوق الإنسان، الهجوم بأنه "أول هجوم مباشر من نوعه ضد قاعدة روسية في شمال شرق سوريا".
في 3 يناير، تعرضت ثلاث حافلات لهجوم من قِبل مسلحين يُشتبه بانتمائهم لتنظيم الدولة الإسلامية على طريق سريع في وسط سوريا، مما أدى إلى مقتل تسعة أشخاص. وفقاً للمصادر الرسمية، كان من بين القتلى فتاة تبلغ من العمر ثلاثة عشر عاماً، وأُصيب أربعة آخرون. بينما أفاد المرصد السوري لحقوق الإنسان بأن سبعة من القتلى كانوا جنوداً، مع إصابة 16 آخرين، فيما ذكرت مصادر محلية أن القتلى العسكريين بلغوا تسعة. وذكرت صحيفة جيروزاليم بوست أن مصادر استخباراتية غربية ربطت تصاعد النشاط المسلح بغضب قبائل عربية سنية محلية نتيجة إعدامات نفذتها ميليشيات شيعية إيرانية بحق عشرات البدو المحليين بتهمة الارتباط بتنظيم الدولة الإسلامية.
وفي ليلة السادس من يناير، ووفقاً للمرصد السوري لحقوق الإنسان، أسفرت الغارات الجوية الإسرائيلية عن مقتل ثلاثة من الميليشيات المدعومة من إيران.
وفي 9 يناير، هاجم مسلحو تنظيم الدولة الإسلامية جنوداً موالين للحكومة في بلدة الشولا في محافظة دير الزور، خلال عملية واسعة بحثاً عن خلايا جهادية، بحسب المرصد السوري لحقوق الإنسان. وأسفر الهجوم عن مقتل ما لا يقل عن 7 من أفراد ميليشيا قوات الدفاع الوطني وإصابة عدد غير معروف بجروح.
في 11 يناير، تسللت قوات الجيش السوري وحلفاؤه وداهمت مواقع جيش النصر في سهل الغاب، شمال غرب حماة، مما أسفر عن مقتل 11 مقاتلاً من الجماعة المتمردة.
وفي 13 يناير، شنت إسرائيل غارات جوية على شرقي سوريا، بالقرب من الحدود السورية العراقية، بحسب المرصد السوري لحقوق الإنسان. وبالإضافة إلى الضربة التي نُفذت بالقرب من الحدود، فقد وردت تقارير أيضًا عن أنها ضربت مواقع في منطقة دير الزور شرقي سوريا أيضًا. وأضافت المنظمة أن ما لا يقل عن 18 ضربة جوية استهدفت مواقع متعددة في شرق سوريا. وبحسب قناة فرانس 24، قُتل 7 جنود سوريين على الأقل و16 مقاتلاً من قوات التحالف خلال الغارة الإسرائيلية ليلاً. لاحقاً في ذات اليوم، أفاد المرصد السوري لحقوق الإنسان أن حصيلة القتلى وصلت إلى سبعة وخمسين قتيلاً، فيما أصيب 37 آخرون، بعضهم في حالة حرجة. ومع ذلك، يُعتقد أن الضربات الجوية التي نفذتها إسرائيل ضد أهداف مدعومة من إيران، نُفذت بناءً على معلومات استخباراتية قدمتها الولايات المتحدة، وفقًا لما كشفه مسؤول استخباراتي أمريكي كبير.
وفي 13 يناير أيضاً، اندلعت اشتباكات في مدينة طفس بريف درعا الغربي بين عشيرتي الزعبي وكيوان المتنافستين، ما أسفر عن مقتل أربعة أشخاص من الجانبين.
في 14 يناير، أفاد المرصد السوري لحقوق الإنسان أن مقاتلي لواء فجر الإسلام تمكنوا من أسر ثلاثة مقاتلين حكوميين في ريف درعا الغربي، كجزء من هجوم متجدد للمتمردين.
وفي 18 يناير، أطلق مسلحون من تنظيم داعش النار من أسلحة رشاشة على جنود سوريين شرقي حماة، وفقا لمركز مائير أميت الإسرائيلي للاستخبارات والإرهاب. قُتل ستة جنود.
في 22 يناير، ادعت الوكالة العربية السورية للأنباء (سانا) أن إسرائيل شنت هجومًا صاروخيًا جديدًا ضرب محافظة حماة وسط سوريا. وقالت الحكومة السورية إن أربعة أفراد من العائلة على الأقل قتلوا خلال الهجوم، بينهم طفلان، وأصيب أربعة آخرون. ومع ذلك، أكد الجيش السوري أن أنظمة دفاعه الجوي تمكنت من اعتراض معظم الصواريخ الإسرائيلية. ولم يصدر أي تعليق فوري من إسرائيل بشأن الحادث.
وفي 23 يناير، شن مقاتلو الفرقة الرابعة التابعة للحكومة هجوماً جديداً في ريف درعا الغربي، مستهدفين بلدات طفس، والمزيريب واليادودة. وفي 24 يناير، أفاد المرصد السوري لحقوق الإنسان بأن المفاوضات بين القوات الموالية للحكومة والفصائل المتمردة (وخاصة لواء فجر الإسلام واللجنة المركزية) انهارت، مما أدى إلى اندلاع اشتباكات في مدينتي طفس ومزيريب. وأفاد المرصد السوري لحقوق الإنسان بأن عدداً من مقاتلي المعارضة قُتلوا، كما تأكد مقتل ما لا يقل عن 4 عناصر من الفرقة الرابعة. هاجم الثوار حواجز الفرقة الرابعة المدرعة شمال بلدة سحم الجولان بريف درعا وعلى طريق نافعة-الشجرة في نهر اليرموك.
وأيضاً في 24 يناير، استهدف مسلحو تنظيم الدولة الإسلامية حافلة للجيش السوري على الطريق بين تدمر ودير الزور. قُتل ما لا يقل عن 12 جنديًا سوريًا بحسب المرصد السوري لحقوق الإنسان. وعلى الرغم من إلقاء اللوم على تنظيم الدولة الإسلامية (داعش)، لم تعلن أي جماعة مسؤوليتها رسميًا عن الهجوم حتى الآن، وفقًا لـ GardaWorld.
وفي 25 يناير، أفاد المرصد السوري لحقوق الإنسان بمقتل 13 عنصراً من تنظيم داعش في غارات جوية روسية في مدينة الميادين. كما قُتل نحو 17 عنصراً من لواء فجر الإسلام و4 عناصر من الميليشيات السورية خلال الاشتباكات. ويلعب الجيش الروسي دور الوسيط في هذه الأحداث، وهدد بالتوغل العسكري إذا لم يُمتثل للمطالب.
في 26 يناير، وفقًا للمرصد السوري لحقوق الإنسان، اندلعت اشتباكات بين قوات الحكومة السورية وعناصر تنظيم الدولة الإسلامية في صحراء حمص، مما أسفر عن مقتل ما لا يقل عن 7 مقاتلين موالين للحكومة و11 مسلحًا من تنظيم الدولة الإسلامية.
في 29 يناير، رفضت الحكومة السورية مقترحات الأمم المتحدة كجزء من المحادثات الدستورية لحل الحرب الأهلية السورية.
شهد يومي 30 و31 يناير عطلة نهاية أسبوع مليئة بالعنف في شمال غرب سوريا.
في 30 يناير، أدى انفجار سيارة مفخخة في منطقة عفرين الخاضعة لسيطرة تركيا إلى مقتل ثمانية أشخاص، بينهم أربعة أطفال؛ ويُعتقد أن قوات سوريا الديمقراطية/حزب العمال الكردستاني مسؤولان عن ذلك. وبحسب المرصد السوري لحقوق الإنسان، قُتل أربعة عناصر من قوات الدفاع الوطني بانفجار لغم أرضي من مخلفات تنظيم داعش في البادية السورية. تعرضت قوات الفيلق الخامس في الجيش السوري لهجوم من قبل مسلحي تنظيم الدولة الإسلامية شرقي حمص، ما أدى إلى مقتل ضابط على الأقل وعدد من الجنود الآخرين، بحسب قناة حلب اليوم. وفي الثلاثين من الشهر نفسه، انفجرت سيارة مفخخة في مدينة عفرين الخاضعة لسيطرة القوات التركية والميليشيات الموالية لها، ما أسفر عن مقتل 8 أشخاص على الأقل وإصابة آخرين، بحسب المرصد السوري لحقوق الإنسان.
في 31 يناير، قُتل 11 شخصاً في هجومين منفصلين بسيارتين مفخختين في مدينتي أعزاز وبزاعة (بالقرب من مدينة الباب) في منطقة تسيطر عليها قوات الجيش الوطني السوري المدعومة من تركيا في شمال سوريا. وقع الهجوم في أعزاز بالقرب من مبنى يستخدمه مقاتلو الجيش الوطني السوري. واتهم المسؤولون الأتراك قوات سوريا الديمقراطية بتنفيذ الهجوم. قُتل خمسة مقاتلين مدعومين من تركيا في الهجوم على بزاعة.
وفي هذه الأثناء، أفادت الأنباء بمقتل شخص وإصابة أربعة آخرين عندما أطلقت قوات سوريا الديمقراطية النار على متظاهرين مؤيدين للحكومة في مدينة الحسكة بمحافظة دير الزور شمال شرقي سوريا. وكان المتظاهرون يتظاهرون ضد الحصار المفروض على حيهم في مدينة الحسكة، حيث شوهد العشرات من الرجال ينزلون إلى الشوارع. وبحسب مصادر كردية، فإن الحادث وقع عندما هاجمت قوات موالية للحكومة نقطة أمنية تابعة لقوات سوريا الديمقراطية، مما أدى إلى مقتل أحد مقاتلي الحكومة، في حين ذكرت صحيفة دايلي صباح التركية أن السوري الذي توفي كان أحد أفراد أمن النظام الذي قتلته قوات وحدات حماية الشعب بعد أن أطلقوا النار على المتظاهرين المؤيدين للأسد.
وفي 31 يناير، أعلن عدد من التشكيلات العسكرية في منطقة نبع السلام شمال غرب سوريا، المنضوية تحت لواء حركة أحرار الشام، تعليق عملياتها، بحسب المرصد السوري لحقوق الإنسان. وصدر البيان عن مجموعات لواء القادسية (التي كانت تعمل سابقاً تحت لواء داعش)، و"لواء الخطابة"، ولواء صقور السنة، و"لواء أهل الأثر".

## فبراير
في 1 فبراير، فجّر تنظيم داعش عبوة ناسفة ضد سيارة تابعة لقوات سوريا الديمقراطية وسط مدينة الرقة أسفرت عن مقتل مقاتل وإصابة آخر.
في فبراير، أطلق عناصر تنظيم الدولة الإسلامية النار على أحد مقاتلي قوات سوريا الديمقراطية في منطقة البصيرة، على بُعد حوالي 25 كيلومتراً جنوب شرق دير الزور، ما أدى إلى مقتله. بالإضافة إلى ذلك، اُستهدف أحد أعضاء المجلس المدني لقوات سوريا الديمقراطية في منطقة البصيرة بإطلاق نار من رشاش على بُعد حوالي 15 كيلومتراً شمال الميادين، ما أسفر عن مقتله.
وأيضاً في 2 فبراير، أدى اتفاق هدنة بين قوات سوريا الديمقراطية والقوات الحكومية إلى رفع حصار استمر ثلاثة أسابيع فرضته قوات سوريا الديمقراطية على الأحياء التي تسيطر عليها الحكومة في المناطق الكردية في الحسكة والقامشلي. في اليوم نفسه، أفادت تقارير بأن الحكومة السورية أعلنت أن أي رجل (بما في ذلك النازحون) لم يؤد الخدمة العسكرية قبل سن 43 يجب عليه دفع مبلغ 8,000 دولار أو مواجهة مصادرة ممتلكاته دون إخطار أو حق في الاستئناف.
في 3 فبراير، أفاد المرصد السوري لحقوق الإنسان بمقتل جندي تركي متأثرًا بجروح أصيب بها في هجوم وقع في 31 يناير نفذه مسلحون مجهولون. وفي اليوم نفسه، شن تنظيم داعش هجومًا على قوات النظام السوري في محافظة حماة، مما أسفر عن مقتل 19 عنصرًا من النظام، بينهم 11 مقاتلًا من لواء الباقر المدعوم إيرانيًا، وفقًا للمرصد السوري لحقوق الإنسان. وذكر المرصد أن عدد قتلى قوات النظام والميليشيات المتحالفة معه جراء هجمات داعش منذ مارس 2019 قد بلغ الآن 1,200 على الأقل.
استهدفت عبوة ناسفة يعتقد أنها تابعة لتنظيم داعش نقطة تفتيش موالية للحكومة بالقرب من منطقة المليحة، جنوب دير الزور. أسفر الهجوم عن مقتل أكثر من 10 من عناصر لواء القدس والفرقة 17 في الجيش السوري، وإصابة آخرين. كما أُبلغ عن تبادل كثيف للنيران بين عناصر داعش والمقاتلين الموالين للنظام. في وقتٍ منفصل، أعلنت قوات سوريا الديمقراطية أنها تمكنت خلال العمليات هذا الأسبوع من اعتقال أربعة أشخاص يُشتبه في انتمائهم لتنظيم الدولة الإسلامية (داعش) في محافظتي دير الزور والحسكة بسوريا.
في 3 فبراير، نفذت إسرائيل غارات جوية. وقال مسؤول طلب عدم الكشف عن هويته إن الصواريخ الإسرائيلية أُطلقت من فوق هضبة الجولان، دون الكشف عن الهدف الفعلي للهجوم. ولم تُسجل إصابات خلال الهجوم، حيث ذكرت صحيفة "جيروزاليم بوست" أن الأضرار اقتصرت على الأضرار المادية فقط. ومع ذلك، أفادت وكالة الأنباء السورية "سانا" نقلاً عن مصدر عسكري أن الدفاعات الجوية السورية تمكنت من اعتراض معظم الصواريخ الإسرائيلية. اُستهدف عنصر استخبارات تابع لقوات سوريا الديمقراطية بإطلاق نار في منطقة ذيبَان، الواقعة على بعد حوالي 5 كم شرق الميادين، مما أدى إلى مقتله.
في 4 فبراير، أفاد المرصد السوري لحقوق الإنسان بمقتل ضابط تركي أثناء تفكيكه عبوة ناسفة كانت معدة للتفجير عند مدخل مقر "فرقة الحمزة". في نفس اليوم،أُبلغ عن هجوم شنّه عناصر من تنظيم داعش على مواقع للجيش السوري بالقرب من حقل التيم النفطي، مما أسفر عن مقتل 3 من القوات الخاصة في الجيش السوري والقوات الجوية.
في 5 فبراير، أفاد المرصد السوري لحقوق الإنسان بمقتل أربعة جنود سوريين من الفرقة 17، وإصابة ستة آخرين بعد أن هاجمت خلايا داعش أثناء تمشيطهم منطقة الطيّارات في صحراء الميادين. في نفس اليوم، أفادت التقارير بمقتل ثمانية جهاديين من الحزب الإسلامي التركستاني بعدما استهدفت القوات الحكومية حافلتهم بصاروخ موجه في جبهة خربة الناقوس في سهل الغاب، في ريف حماة الغربي.
في 6 فبراير، أفاد المرصد السوري لحقوق الإنسان بمقتل أربعة جنود حكوميين، من بينهم ملازم، وإصابة ثمانية آخرين نتيجة لهجوم مفاجئ شنه جيش النصر في قرية الفطيرة في ريف حماة الغربي. في نفس اليوم، اُستهدفت مركبة تابعة لقوات سوريا الديمقراطية في منطقة الشحيل، على بعد حوالي 10 كم شمال الميادين، مما أسفر عن مقتل مقاتل من قوات سوريا الديمقراطية وإصابة آخر. كما قام عناصر من داعش بالقبض على عنصر استخبارات تابع لقوات سوريا الديمقراطية في منطقة البصيرة، على بعد حوالي 15 كم شمال الميادين، حيث اُستجوب ثم أُعدم.
في 7 فبراير، أفاد المرصد السوري لحقوق الإنسان بشن القوات الحكومية والمليشيات الموالية لها هجومًا في الساعات الأولى من صباح يوم الأحد على مواقع للحزب الإسلامي التركستاني في جبهتي الحلوي والعنكاوي في سهل الغاب. وتمكن الحزب من صد الهجوم؛ قتل خمسة جنود حكوميين وأصيب ما لا يقل عن تسعة آخرين، بينما لقي ثلاثة مقاتلين من الحزب مصرعهم وأصيب آخرون. كما قُتل جنديان حكوميان، من بينهم ملازم، بنيران قناصة في حادث منفصل. وفي 7 فبراير أيضًا، تعرض مقاتل من قوات سوريا الديمقراطية لإطلاق نار في قرية شهابات في الريف الشرقي لدير الزور، مما أدى إلى مقتله.
في 8 فبراير، أفاد المرصد السوري لحقوق الإنسان بمقتل أربعة من عناصر "الآسايش" وإصابة ثلاثة آخرين في هجوم شنه تنظيم داعش على نقطة تفتيش في ريف الرقة الغربي. بالإضافة إلى ذلك، اُستهدف جنود من قوات سوريا الديمقراطية في منطقة البصيرة، على بعد حوالي 30 كم جنوب شرق دير الزور، مما أسفر عن مقتل مقاتل. كما أفاد المرصد السوري لحقوق الإنسان بهجوم شنه عناصر داعش على عمود عسكري سوري بالقرب من فيضة ابن مويني في صحراء الميادين أثناء تمشيطهم للمنطقة، مما أسفر عن مقتل 26 جنديًا سوريًا وعناصر من مليشيا لواء القدس، كما قتل 11 عنصرًا من داعش. واعتبر المرصد هذا الهجوم الأكثر دموية من قبل تنظيم داعش في عام 2021.
في 9 فبراير، أفاد المرصد السوري لحقوق الإنسان بمقتل أربعة مقاتلين من قوات سوريا الديمقراطية بعد أن هاجم عناصر من داعش نقطة تفتيش لهم في ريف دير الزور.
في 10 فبراير، قُتل خمسة أشخاص وأصيب أربعة آخرون نتيجة صواريخ أرض-أرض أطلقتها القوات الروسية من قاعدة حميميم، استهدفت مصافي النفط في قرية ترحين التي تسيطر عليها فصائل مدعومة من تركيا في ريف حلب.
في 11 فبراير، وفقًا لمصادر كردية، قُتل أربعة من مقاتلي الأسايش في هجوم شنه تنظيم الدولة الإسلامية شمال شرق الرقة.
في 13 فبراير، فجّر عناصر تنظيم الدولة الإسلامية عبوة ناسفة مستهدفة مركبة تابعة لقوات سوريا الديمقراطية في منطقة البصيرة، على بعد حوالي 15 كيلومترًا شمال الميادين، مما أسفر عن مقتل قائد في قوات سوريا الديمقراطية وأحد المقاتلين، وإصابة ستة آخرين، ودُمّرت المركبة بالكامل.
في 14 فبراير، استهدفت طائرة مسيّرة تابعة للتحالف الدولي قياديًا بارزًا في تنظيم الدولة الإسلامية في منطقة الروضة، على بعد حوالي 50 كيلومترًا شمال شرق دير الزور. وكان القيادي المقتول يُدعى أبو ياسين العراقي، البالغ من العمر 33 عامًا ومن سكان الرمادي بالعراق. وكان يشغل منصب المسؤول عن المنطقة الواقعة شرق الفرات وقطاع النفط فيها. وفي اليوم نفسه، أُفيد بأن قوات سوريا الديمقراطية قامت بنقل أكثر من 100 من المشتبه بانتمائهم لتنظيم الدولة الإسلامية إلى السلطات العراقية عبر معبر حدودي قبل أسبوع. وجميع المعتقلين كانوا من المواطنين العراقيين المحتجزين في مراكز احتجاز قوات سوريا الديمقراطية.
بين 14 و15 فبراير، أفاد المرصد السوري لحقوق الإنسان بمقتل جنود سوريين ومقاتلين من الميليشيات خلال مواجهات مع تنظيم الدولة الإسلامية في البادية السورية. ووفقًا للمرصد، ردت القوات الجوية الروسية بشن عدة غارات على مواقع تنظيم الدولة الإسلامية.
في وقت مبكر من 15 فبراير، صرّح الجيش السوري بأن دفاعاته الجوية تمكنت من اعتراض صواريخ إسرائيلية أُطلقت من الجولان والجليل استهدفت دمشق. وأفاد سكان بوقوع انفجارات كبيرة على الحافة الجنوبية للمدينة، بينما ذكر منشق عن الجيش أن الضربات استهدفت مواقع عسكرية في الكسوة حيث تتمركز ميليشيات مدعومة من إيران. وأفاد المرصد السوري لحقوق الإنسان بمقتل ما لا يقل عن تسعة مقاتلين موالين للحكومة، في حين ذكرت وسائل إعلام معارضة أن الأهداف كانت مواقع تابعة للفيلق الأول. ونُشرت فيديوهات تُظهر سقوط دفاعات جوية سورية في حي سكني، مما تسبب في عدة إصابات في الكسوة وأضرار في المعدات العسكرية الإيرانية. ولم تؤكد إسرائيل الضربات، التي وصفتها صحيفة "جيروزاليم بوست" بأنها الهجوم الإسرائيلي السادس المنسوب في عام 2021.
في 17 فبراير، أفاد المرصد السوري لحقوق الإنسان بمقتل أربعة جنود حكوميين أثناء تصديهم لكمين نصبه تنظيم الدولة الإسلامية على طريق دمشق-دير الزور.
في 17 فبراير 2021، استُهدف مقاتل من قوات سوريا الديمقراطية بنيران رشاشات في منطقة هجين، على بعد حوالي 50 كيلومترًا جنوب شرق الميادين، مما أدى إلى مقتله.
في 18 فبراير 2021، قُتل مقاتل من قوات سوريا الديمقراطية إثر استهدافه بإطلاق نار في منطقة الصبحة، في الريف الشرقي لدير الزور.
في 19 فبراير، شنت الطائرات الروسية أكثر من 100 غارة جوية على مواقع تنظيم الدولة الإسلامية في بادية الرقة الشرقية، مما أسفر عن مقتل ما لا يقل عن 12 عنصرًا من التنظيم، وفقًا للمرصد السوري لحقوق الإنسان. وفي اليوم نفسه، انفجرت عبوة ناسفة مستهدفة جنودًا سوريين في منطقة بادية السلمية، على بعد حوالي 30 كيلومترًا جنوب شرق حماة، ما أسفر عن مقتل جندي واحد.
في 20 فبراير، هاجمت خلايا تنظيم الدولة الإسلامية ميليشيا القُرى السورية المدعومة من إيران، مما أسفر عن مقتل أربعة من عناصر الميليشيا، وفقًا للمرصد السوري. وفي اليوم نفسه، كُشِف عن أن إسرائيل دفعت مبلغ 1.2 مليون دولار لروسيا مقابل جرعات من لقاح سبوتنيك في لاستخدامه من قبل الحكومة السورية، كجزء من صفقة تبادل أسرى بين إسرائيل والحكومة السورية.
في 22 فبراير 2021، استُهدف عنصر استخبارات تابع لقوات سوريا الديمقراطية بإطلاق نار في منطقة الشحيل، على بعد حوالي 10 كيلومترات شمال الميادين، مما أدى إلى مقتله.
في 23 فبراير، أفاد المرصد السوري لحقوق الإنسان بأن الطائرات الروسية استهدفت بلدة البارة في محافظة إدلب شمال سوريا. ويُقال إن هذا الهجوم هو الغارة الجوية الروسية الرابعة في إدلب هذا العام. وفي الوقت نفسه، قُتل مدني واحد وأُصيب العديد من الأشخاص بجروح في محيط قرية بزابور في ريف إدلب الجنوبي، خلال هجوم صاروخي شنته القوات الحكومية السورية، وفقًا للمرصد السوري.
أيضاً في 23 فبراير، أُسر مقاتلان من قوات سوريا الديمقراطية في منطقة تل حميس، وأُعدِما لاحقًا. واستُهدفت مركبة تابعة لقوات سوريا الديمقراطية بعبوة ناسفة شمال الرقة، مما أدى إلى مقتل اثنين من مقاتليها.
في 24 فبراير، أُدين إياد الغريب، وهو عميل سابق في جهاز الاستخبارات السوري، من قبل محكمة ألمانية بتهم تتعلق بارتكابه جرائم ضد الإنسانية. حُكم على الغريب بالسجن لمدة أربع سنوات وستة أشهر. وقد ثبت تورطه في تسهيل اعتقال 30 متظاهرًا وتسليمهم إلى مركز اعتقال في دمشق عام 2011. كما يواجه متهم آخر، أنور رسلان، اتهامات بقتل 58 شخصًا وإصابة 4000 آخرين، بالإضافة إلى جرائم أخرى ضد الإنسانية.
في 25 فبراير، كشفت القوات الأمريكية عن تنفيذها هجومًا على منشآت تستخدمها الميليشيات المدعومة من إيران في شرق سوريا. ووفقًا للبنتاغون، نُفذت هذه الهجمات ردًا على هجوم صاروخي وقع في العراق في وقت سابق من فبراير، وأسفر عن مقتل متعاقد مدني وإصابة عدة أفراد من قوات التحالف. وقالت الميليشيا إن أحد مقاتليها قد استُهدف، بينما أفاد المرصد السوري لحقوق الإنسان بمقتل 22 شخصًا وإلحاق أضرار بثلاث شاحنات ذخيرة.
في 28 فبراير، ذكرت القوات العسكرية السورية أن عدة صواريخ إسرائيلية أُطلقت من مرتفعات الجولان واستهدفت العاصمة السورية دمشق. وأضافت قناة العربية أن معظم الصواريخ اُعتُرِضت بواسطة الدفاعات الجوية السورية. ومع ذلك، أفاد المرصد السوري لحقوق الإنسان بأن الضربات الجوية استهدفت منطقة السيدة زينب جنوب دمشق، التي تتواجد فيها قوات الحرس الثوري الإيراني وحزب الله. ولم تُوَثَّق أي خسائر بشرية فورية خلال الهجوم حتى الآن.

## مارس
في 1 مارس، أفاد المرصد السوري لحقوق الإنسان بمقتل جندي من قوات الحكومة السورية وإصابة اثنين آخرين بعد هجوم مسلح على مركز استخبارات القوات الجوية في ريف درعا الشرقي.
في 2 مارس، دعت السفيرة الأمريكية لدى الأمم المتحدة، ليندا توماس غرينفيلد، إلى الكشف عن مصير عشرات الآلاف من المحتجزين في الصراع المستمر منذ عشر سنوات في سوريا. وخلال اجتماع غير رسمي رفيع المستوى الجمعية العامة للأمم المتحدة بشأن حقوق الإنسان في سوريا، طالبت بإعادة جثث الضحايا إلى عائلاتهم. وأضافت صحيفة "دايلي صباح" أن آلاف السوريين يُعتقد أنهم مفقودون، مع ما لا يقل عن 14,000 آخرين تعرضوا للتعذيب.
في اليوم نفسه، قتل مقاتلو غرفة عمليات "الفتح المبين" ثلاثة جنود من القوات الحكومية في مدينة سراقب، شرق إدلب، بعد تنفيذ عملية قنص.
في 3 مارس، أفاد المرصد السوري لحقوق الإنسان بأن مسلحين مجهولين على دراجة نارية أطلقوا النار وقتلوا جنديين من قوات سوريا الديمقراطية عند نقطة تفتيش عسكرية في بلدة جديد بكارة في ريف دير الزور الشرقي.
في 5 مارس، أفاد المرصد السوري لحقوق الإنسان بمقتل أربعة أشخاص وإصابة 24 آخرين بحروق بعد قصف بصواريخ أرض-أرض أطلقته سفن حربية روسية وثكنات عسكرية تابعة للحكومة السورية، مستهدفًا سوقًا نفطيًا ومصافي يسيطر عليها المتمردون المدعومون من تركيا في ترحين والحمران بالقرب من مدينة الباب في محافظة حلب. ولم يتضح على الفور من المسؤول عن الهجوم، وفقًا لقناة الجزيرة. كما أضاف المرصد أن رجال الإطفاء استغرقوا ساعات عدة لإخماد الحريق الذي امتد إلى نحو 180 ناقلة نفط. وكشف مدير المرصد، رامي عبد الرحمن، أن أحد القتلى يُعتقد أنه من المتمردين السوريين.
في 6 مارس، هاجم مسلحون تابعون لتنظيم الدولة الإسلامية نقطة تفتيش تابعة لقوات سوريا الديمقراطية في منطقة الميادين، مما أدى إلى مقتل جندي من قوات سوريا الديمقراطية. كما تعرضت تعزيزات قوات سوريا الديمقراطية لكمين من التنظيم أثناء توجهها إلى المنطقة، مما أسفر عن مقتل ستة مقاتلين آخرين وإصابة ستة آخرين بجروح.
في 7 مارس، قُتل 18 شخصًا وأُصيب 3 آخرون بسبب انفجار ألغام زرعها تنظيم الدولة الإسلامية في رسم الأحمر في ريف حماة الشرقي. كما استُهدف قائد في قوات سوريا الديمقراطية بإطلاق نار في منطقة ذيبان وقُتل. واستهدف مسلحون من التنظيم دبابة تابعة للجيش السوري بعبوة ناسفة شرق السلمية، مما أدى إلى مقتل طاقم الدبابة بأكمله.
في 8 مارس، أفاد المرصد السوري لحقوق الإنسان بأن مسلحين من تنظيم الدولة الإسلامية هاجموا ميليشيا "أبو الفضل العباس" التابعة للحرس الثوري الإيراني في منطقة العكولة، مما أسفر عن مقتل أحد عناصر الميليشيا على الأقل. كما أفادت تقارير بأن أفرادًا من خلية تابعة للتنظيم أطلقوا النار وقتلوا عنصرًا من قوات سوريا الديمقراطية في سوق بلدة ذيبان بريف دير الزور الشرقي.
في 9 مارس، أفاد المرصد السوري لحقوق الإنسان بمقتل ملازم في الجيش السوري من الفرقة الرابعة بعد استهدافه من قبل مسلحين مجهولين في ريف درعا الغربي. كما قُتل ثلاثة جنود من الجيش السوري وأُصيب ما لا يقل عن عشرة آخرين إثر اندلاع اشتباكات على جبهة إدلب، بعدما بدأ المسلحون بقصف مواقع الجيش بشكل كثيف، وفقًا للمرصد.
في 10 مارس، أعربت منظمة اليونيسف عن قلقها إزاء العدد المتزايد من العائلات التي تحتاج إلى مساعدات إنسانية مع اقتراب الحرب في سوريا من دخول عامها العاشر. وأشارت تقارير اليونيسف إلى أن ما لا يقل عن 12,000 طفل قُتلوا أو أُصيبوا، إضافة إلى نزوح الملايين عن المدارس. كما ناشدت الوكالة توفير 1.4 مليار دولار لعام 2021 لتقديم المساعدة داخل سوريا وفي الدول المجاورة لها.
من جهة أخرى، كشف مسح جديد أجرته اللجنة الدولية للصليب الأحمر شمل 1,400 سوري تتراوح أعمارهم بين 18 و25 عامًا في ألمانيا ولبنان، أن نصف المشاركين فقدوا أحد أفراد عائلاتهم أو أصدقائهم خلال الحرب.
في 11 مارس، شن مسلحون من تنظيم الدولة الإسلامية هجومًا على مقر قوات سوريا الديمقراطية في قرية ذيبان، مما أدى إلى مقتل عنصر وإصابة آخر.
في 12 مارس، شن تنظيم الدولة الإسلامية هجومًا مفاجئًا على ميليشيات مدعومة من إيران موالية للحكومة في بادية الميادين، مما أدى إلى مقتل 7 عناصر من الميليشيا، وقام التنظيم بعد ذلك بحرق الجثث وفقًا للمرصد. وفي وقت لاحق من اليوم نفسه، قتلت قوات سوريا الديمقراطية، بدعم من مروحيات التحالف، 6 مسلحين من تنظيم الدولة في محافظة دير الزور. كما هاجمت القوات الحكومية مواقع للمتمردين بالصواريخ في ريف إدلب الغربي، مما أدى إلى مقتل 4 عناصر من فصيل "الجبهة الوطنية للتحرير". في اليوم ذاته، اقتحم مسلحون من التنظيم منزل عنصر استخبارات تابع لقوات سوريا الديمقراطية في منطقة الصور، وأعدموه بعد استجوابه.
في 13 مارس، أفاد المرصد السوري لحقوق الإنسان بأن خلايا تنظيم الدولة قتلت عنصرين من قوات سوريا الديمقراطية بعد استهدافهما بمسدسات كاتمة للصوت في مطار الطبقة غرب الرقة.
في 14 مارس، أفاد المرصد السوري لحقوق الإنسان باستهداف صواريخ سوق نفط غير شرعي في منطقة الحمران قرب جرابلس في محافظة حلب، التي يسيطر عليها متمردون مدعومون من تركيا، مما أسفر عن إصابة عدة مدنيين واحتراق شاحنات. كما اقتحم مسلحون من التنظيم منزل عنصر من قوات سوريا الديمقراطية شمال الرقة وقتلوه. وفي اليوم نفسه، أعلن التنظيم مسؤوليته عن اختطاف وإعدام جندي في الجيش السوري قرب الحراك.
في 15 مارس، أعلنت المملكة المتحدة فرض عقوبات جديدة على ستة من أعضاء حكومة بشار الأسد، وهي أول عقوبات مستقلة تُفرض بعد مغادرتها الاتحاد الأوروبي. الأفراد المشمولون بالعقوبات هم: وزير الخارجية فيصل المقداد، المستشارة الإعلامية للحكومة لونة الشبل، ورجلا الأعمال ياسر إبراهيم ومحمد براء القاطرجي، واللواء مالك عليا من الحرس الجمهوري، واللواء زيد صلاح من الفيلق الخامس في الجيش السوري.
أيضاً في 15 مارس، قُتل 13 عنصرًا من تنظيم الدولة الإسلامية نتيجة تنفيذ القوات الجوية الروسية حوالي 80 غارة جوية على مواقع وكهوف التنظيم في البادية السورية، وفقًا للمرصد السوري لحقوق الإنسان. في اليوم نفسه، أعلن تنظيم الدولة مسؤوليته عن قتل جندي حكومي سوري في محافظة درعا وإصابة ضابط في الجيش السوري.
في 16 مارس، تعرضت قافلة للفرقة المدرعة الرابعة التابعة للجيش السوري لكمين في محافظة درعا أثناء توجهها إلى بلدة المزيريب، ما أسفر عن مقتل 21 جنديًا على الأقل وإصابة آخرين. وفي اليوم نفسه، قُتل قائد في الحرس الثوري الإيراني وأحد مرافقيه إثر انفجار عبوة ناسفة شرق دير الزور.
في 17 مارس، استُهدف عنصر من قوات سوريا الديمقراطية بإطلاق نار في الشحيل قرب الميادين، ما أدى إلى مقتله.
في 18 مارس، تجمع المئات في مدينة درعا لإحياء الذكرى العاشرة لاندلاع الحرب الأهلية التي بدأت كاحتجاجات مناهضة للحكومة. وهتف المتظاهرون شعارات ضد حكومة الرئيس بشار الأسد.
في 19 مارس، خلال اشتباكات عين عيسى 2020–2021، قُتل ثلاثة مسلحين مدعومين من تركيا وضابط تركي إثر اشتباكات عنيفة مع قوات سوريا الديمقراطية على جبهة عين عيسى. كما قُتل عنصران من قوات سوريا الديمقراطية في القتال، وفقًا للمرصد السوري لحقوق الإنسان. وقُتل جنديان من الجيش السوري على يد مسلحين مجهولين في مركز مدينة درعا.
في 20 مارس، تعرضت قوات سوريا الديمقراطية لهجوم من قبل مسلحين من تنظيم الدولة أثناء احتفالهم بعيد نوروز (مهرجان الربيع) في جزرة البوحميد قرب الرقة، ما أدى إلى مقتل ثلاثة مقاتلين وإصابة أربعة آخرين.
في 21 مارس، استهدفت القوات الحكومية مستشفى في الأتارب، مما أسفر عن مقتل ستة مدنيين بينهم طفل نتيجة القصف المدفعي. كما أُصيب عدد من الكوادر الطبية، من بينهم خمسة من طاقم الجمعية الطبية السورية الأمريكية (SAMS). عقب الهجوم القاتل على مستشفى الأتارب الجراحي، أصدرت لجنة الإنقاذ الدولية بيانًا أدانت فيه الهجوم، داعية الأمم المتحدة وقادة العالم لضمان احترام القوانين الدولية ومحاسبة المسؤولين عن هذه الانتهاكات لمنع تكرارها. في اليوم نفسه، قصفت الطائرات الروسية منشآت غازية في بلدة سرمدا، وضربت قرية قاح بصاروخ أرض-أرض. وفي مدينة سراقب، قُتل ملازم أول سوري وجندي آخر وأُصيب خمسة آخرون إثر قصف مدفعي من قبل مسلحين، وفقًا لقناة حلب اليوم على إكس.
أيضًا في 21 مارس، اختطف تنظيم الدولة الإسلامية جنديين سوريين في بادية السخنة بمحافظة حمص، حيث اُستجوبا قبل أن يُعدما. كما اختُطف وأُعدم جندي آخر قرب القريتين في المنطقة ذاتها. وأفاد المرصد السوري لحقوق الإنسان بأن التنظيم شن هجومًا على ميليشيات مدعومة من إيران في بادية الميادين شرق دير الزور، مما أسفر عن مقتل مقاتلين اثنين وإصابة سبعة آخرين.
في 23 مارس، أفاد المرصد السوري لحقوق الإنسان بأن الجيش السوري والفصائل المتمردة تبادلوا إطلاق الصواريخ على جبهة إدلب، حيث قُتل جندي سوري في سراقب بعد عملية قنص نفذها المتمردون.
في 24 مارس، ذكر المرصد أن جنديًا سوريًا لقي مصرعه على جبهة شمال اللاذقية بسبب انفجار لغم أرضي. كان هذا الجندي الثاني الذي يقتل بانفجار لغم على جبهة اللاذقية خلال 24 ساعة.
في 26 مارس، وثق المرصد مقتل سبعة عناصر من ميليشيات الجيش السوري وإصابة ثلاثة آخرين بعد هجوم شنه تنظيم الدولة الإسلامية على مواقعهم في صحراء عقيربات بريف حماة الشرقي.
في 27 مارس، بدأ الجيش السوري هجومًا صاروخيًا استهدف مقاتلي هيئة تحرير الشام على خطوط الجبهة في إدلب. وفقًا للمرصد، قُتل خمسة من مقاتلي الهيئة في الهجوم. وفي اليوم نفسه، استُهدف عنصر استخباراتي تابع لقوات سوريا الديمقراطية بإطلاق نار وقُتل في السويدان. كما قُتل مقاتل من ميليشيا تابعة للجيش السوري بإطلاق نار في ذيبان.
في 28 مارس، شنت القوات الكردية السورية عملية في شمال شرق سوريا استهدفت عائلات يُعتقد أنها مرتبطة بتنظيم الدولة الإسلامية. جرت العملية في مخيم الهول، وأسفرت عن اعتقال ما لا يقل عن تسعة أشخاص، بينهم مجند تابع للتنظيم. وقدمت قوات التحالف الدولي بقيادة الولايات المتحدة دعمًا استخباراتيًا ورقابيًا لقوات سوريا الديمقراطية خلال العملية. لكن المرصد السوري أفاد باعتقال أكثر من 30 شخصًا. وأعلنت قوات سوريا الديمقراطية نشر حوالي 5,000 عنصر أمني في المخيم لحماية السكان خلال العملية التي كان من المتوقع أن تستمر 10 أيام على الأقل.
في 29 مارس، أفاد المرصد السوري لحقوق الإنسان بمقتل شقيقين، وكلاهما من عناصر الفرقة الرابعة في الجيش السوري، إثر استهدافهما من قبل مسلحين على طريق العجمي في الريف الغربي لدرعا.
في 30 مارس، جمع المتبرعون من حول العالم 6.4 مليار دولار كمساعدات إنسانية خلال مؤتمر افتراضي استمر يومين لدعم السوريين الذين أنهكتهم الحرب الأهلية المستمرة منذ عقد. تصدرت ألمانيا قائمة المانحين بتعهدها بملياري دولار، بينما تعهدت الولايات المتحدة بتقديم 600 مليون دولار. ومع ذلك، كانت هذه المبالغ أقل من الهدف الذي حددته الأمم المتحدة، وهو 10 مليارات دولار.

## أبريل
في 3 أبريل، وثق المرصد السوري لحقوق الإنسان مقتل 13 عنصرًا من داعش بعد شن الطيران الروسي أكثر من 70 غارة جوية، معظمها في صحراء حماة. وفي اليوم نفسه، أفاد المرصد بمقتل عنصر من قوات سوريا الديمقراطية بعد استهدافه من قبل مسلحي داعش في منطقة الشعفة.
في 4 أبريل، استهدفت طائرة مسيرة تابعة لسلاح الجو الملكي البريطاني، بصواريخ هيلفاير، مجموعة صغيرة من عناصر داعش في شمال سوريا، على بعد 50 ميلاً غرب الحسكة، مما أسفر عن مقتل عدة مسلحين.
في 5 أبريل، قتل عناصر داعش 3 من قوات سوريا الديمقراطية بعد شنهم هجومًا على دورية تابعة للقوات في منطقة ذيبان، دير الزور. في نفس اليوم، شن عناصر داعش هجومًا على منزل أحد أعضاء قوات سوريا الديمقراطية، مما أسفر عن مقتل العضو وزوجته.
في 6 أبريل، أفاد المرصد السوري لحقوق الإنسان بتفجير لغم أرضي في تل تمر، بين القشقا والريحانية، أسفر عن مقتل 4 جنود أتراك وإصابة 7 آخرين. وكانت التوقعات تشير إلى زيادة عدد القتلى بسبب شدة الإصابات. في نفس اليوم، استهدفت قوات سوريا الديمقراطية/وحدات حماية الشعب الجنود الأتراك في عفرين، مما أسفر عن مقتل جنديين بهجوم بصاروخ مضاد للدبابات.
في 8 أبريل، رصد المرصد السوري لحقوق الإنسان هجومًا على نقطة تفتيش تابعة للمخابرات الجوية السورية في ريف القنيطرة، حيث أطلق مسلحون مجهولون النار على النقطة، مما أسفر عن مقتل 3 من أفراد جهاز المخابرات الجوية السوري.
في 12 أبريل، أفاد المرصد بمقتل أحد أعضاء الفرقة الرابعة في الجيش السوري بعد استهدافه من قبل مسلحين مجهولين في بلدة المزيريب في ريف درعا الغربي.
في 13 أبريل، وثق المرصد السوري لحقوق الإنسان مقتل اثنين من الميليشيات السورية بعد استهداف سيارتهما بعبوة ناسفة في قرية القادسية في ريف الرقة الغربي. وفي نفس اليوم، اغتالت خلية تابعة لداعش أحد أفراد قوات أمن الأسايش في قرية الكبر في ريف دير الزور الغربي.
في 14 أبريل، أفاد المرصد السوري لحقوق الإنسان بمقتل جنديين سوريين بعد أن شن مسلحون هجمات على منطقة اللاذقية على جبهة إدلب.
في 16 أبريل، قُتل مدنيان بعد أن دهسا لغمًا أرضيًا خلفته داعش شمال غرب مدينة تدمر.
في 17 أبريل، استهدفت قوات داعش سيارة تابعة لقوات سوريا الديمقراطية في منطقة ذيبان، مما أسفر عن مقتل قائد في القوات ورفيقه. في نفس اليوم، انفجرت عبوة ناسفة ضد شاحنة تابعة لقوات سوريا الديمقراطية في منطقة البصيرة، مما أسفر عن مقتل 2 من مقاتلي قوات سوريا الديمقراطية وإصابة 5 آخرين.
في 19 أبريل 2021، نفذت الطائرات الحربية الروسية غارات جوية على منشآت ووسائل نقل المسلحين في وسط سوريا بالقرب من مدينة تدمر، وفقًا لمركز المصالحة الروسي في سوريا. وادعت وزارة الدفاع الروسية أن حوالي 200 مسلح بالإضافة إلى 24 مركبة محملة بالأسلحة و500 كيلوغرام من الذخائر والمتفجرات دُمرت في العملية. وأكد المرصد السوري لحقوق الإنسان الغارات الجوية، لكنه ذكر أن 26 من مسلحي داعش فقط قُتلوا في المنطقة.
في 20 أبريل، اندلعت اشتباكات بين قوات الدفاع الوطني التابعة للحكومة السورية وقوات سوريا الديمقراطية في مدينة القامشلي. استمرت الاشتباكات حتى 21 أبريل. وفي 21 أبريل، أفاد المرصد السوري لحقوق الإنسان بمقتل خمسة من قوات الدفاع الوطني وواحد من قادة الأسايش في الاشتباكات. كما قُتل عنصر من الاستخبارات التابعة لقوات سوريا الديمقراطية برصاص خلية من داعش في منطقة ذيبان. وفي اليوم نفسه، تبنى تنظيم داعش مسؤولية قتل جنديين سوريين في غدير البستان، جنوب سوريا.
في 21 أبريل، قتل 5 جنود سوريين وأصيب 3 آخرون بعد أن شن جهاديون أوزبكيون هجومًا على قوات الجيش السوري في قرية الرويحة، في ريف إدلب الجنوبي. كما قتل 3 من الجهاديين الأوزبكيين في هذا الهجوم. في نفس اليوم، استهدفت نيران مسلحين دورية تابعة لقوات سوريا الديمقراطية في منطقة حيزمة شمال الرقة، مما أسفر عن مقتل مقاتل من القوات وإصابة آخر. لاحقًا، انفجرت عبوة ناسفة ضد مركبة أخرى لقوات سوريا الديمقراطية كانت في طريقها إلى المكان، مما أسفر عن مقتل خبير متفجرات ومساعدين اثنين له، بينما أصيب مساعد آخر.
في 22 أبريل، أُطلقت صواريخ إسرائيلية على دمشق، مما أسفر عن مقتل ضابط في الجيش السوري وإصابة 3 جنود آخرين. في نفس اليوم، أفاد المرصد السوري بهجوم شنه تنظيم داعش على مقر قوات سوريا الديمقراطية في مدينة البصيرة، مما أسفر عن مقتل عضو من قوات سوريا الديمقراطية وإصابة آخر. كما قُتل ملازم من المخابرات الجوية السورية في مدينة داعل في درعا. وقتل مسلحون على دراجة نارية اثنين من أفراد الفرقة الرابعة في الجيش السوري على الطريق بين المزيريب وتل شهاب. كما هوجمت محطة بنزين تابعة لمقاتل من قوات سوريا الديمقراطية في مركدة، مما أسفر عن مقتل اثنين من المقاتلين الذين كانوا يؤمنون المحطة.
في 24 أبريل، شن عناصر تنظيم داعش هجومًا مفاجئًا على القوات السورية في ريف السلمية، مما أسفر عن مقتل جنديين سوريين وإصابة 3 آخرين. كما أفاد المرصد بمقتل عضو في المخابرات الجوية السورية وإصابة آخر بعد استهدافهم من قبل مسلحين في ريف درعا الشرقي. وفي نفس اليوم، اُستهدفت ناقلة نفط إيرانية قبالة السواحل السورية، ولم يتضح من شن الهجوم. ووفقًا لوكالة رويترز، قيل إن السفينة كانت واحدة من ثلاث ناقلات إيرانية وصلت مؤخرًا إلى محطة النفط السورية. ولكن كانت هناك شائعات بأن الطائرة المسيّرة قد أُطلقت من اتجاه المياه اللبنانية وفقًا للجزيرة.
في 25 أبريل، أفاد المرصد السوري لحقوق الإنسان بمقتل جندي سوري وإصابة جنديين آخرين بعد أن هاجم عناصر من داعش نقطة عسكرية سورية قرب جبل البشري، جنوب شرق دير الزور.
في 26 أبريل، أعلن تنظيم داعش مسؤوليته عن الهجوم على صهريج يحمل مياه للجيش السوري شرق درعا، مما أسفر عن مقتل السائق.
في 27 أبريل، أفاد المرصد السوري لحقوق الإنسان بمقتل مقاتل من فصائل المعارضة واثنين من الجنود السوريين بعد تبادل إطلاق النار بالقنص على جبهات إدلب. وفي نفس اليوم، هاجم تنظيم داعش مواقع الجيش السوري في صحراء الميادين، مما أسفر عن مقتل 3 جنود سوريين على الأقل وفقًا للمرصد السوري.
في 29 أبريل، قتل قائد من الجيش السوري بعد تبادل القصف المدفعي والنيران بين قوات الجيش السوري والفصائل المتمردة على جبهة إدلب.

## مايو
وفي 2 مايو، أفاد المرصد السوري لحقوق الإنسان أن مسلحي تنظيم الدولة الإسلامية قتلوا 4 جنود سوريين وأصابوا 8 آخرين بعد أن شنوا هجوماً على مواقع سورية في بادية حمص الشرقية.
وفي 3 مايو، وقبيل الانتخابات الرئاسية السورية، وافقت المحكمة الدستورية العليا في سوريا على ثلاثة طلبات من أصل 51 طلباً قدمت. ورفضت المحكمة 48 طلبًا آخر، لأنها لم تستوف الشروط الدستورية والقانونية. وفي اليوم نفسه، قُتل قيادي في قوات سوريا الديمقراطية برصاص مسلحين يشتبه أنهم من تنظيم داعش شرق دير الزور.
في الرابع من مايو، التقى مسؤولون عسكريون من الحكومة السورية في دمشق مع نظرائهم من المملكة العربية السعودية في إشارة إلى تحسن العلاقات بين الحكومة وتلك الدول العربية الأخرى (انظر العلاقات الخارجية لسوريا).
وفي اليوم نفسه، أفاد المرصد السوري لحقوق الإنسان بمقتل جنديين سوريين وإصابة عدد آخر بجروح، بعضهم في حالة خطيرة، بعد أن نصب عناصر من تنظيم الدولة الإسلامية كميناً لمجموعة من آليات الجيش السوري أثناء خروجها من محطة نفط الكم في بادية دير الزور الشرقية. وأفاد المرصد السوري لحقوق الإنسان أيضاً بمقتل جنديين سوريين برصاص مسلحين في بلدة أم ولد بريف درعا الشرقي. وأعلن تنظيم الدولة الإسلامية في وقت لاحق مسؤوليته عن الهجوم.
وفي 5 مايو، أعلنت وسائل إعلام رسمية سورية أن هجوماً إسرائيلياً وقع في محافظة اللاذقية شمال غربي سوريا، ما أدى إلى مقتل شخص. وبالإضافة إلى المدني الذي قُتل خلال الهجوم الذي ضرب مصنعًا مدنيًا للبلاستيك، أصيب ستة آخرون أيضًا، وفقًا لرويترز. وأضاف دويتشه فيله أن بلدة مصياف في محافظة حماة كانت مستهدفة أيضًا في الهجوم. إلا أن الدفاعات الجوية السورية تمكنت من التصدي لبعض الصواريخ، حيث اعترضتها. ولم يدلِ جيش الدفاع الإسرائيلي بأي تعليقات فورية، تماشياً مع سياسته بعدم تأكيد أو نفي عملياته في سوريا.
وفي 6 مايو، أفاد المرصد السوري لحقوق الإنسان بمقتل 3 عناصر من لواء القدس الفلسطيني وإصابة 12 آخرين على يد عناصر تنظيم الدولة الإسلامية بعد تمشيط جبال العمور بحثاً عن خلايا تنظيم الدولة الإسلامية. وأفاد المرصد السوري لحقوق الإنسان أيضاً أن جندياً سورياً قُتل برصاص مسلحين مجهولين في محافظة السويداء.
وفي 7 مايو، أفاد المرصد السوري لحقوق الإنسان، أن قوات سوريا الديمقراطية استهدفت بصاروخين موجهين سيارتين، بينهما سيارة عسكرية تابعة لهيئة تحرير الشام، على أطراف مدينة الأتارب في غرب حلب. وأدى الهجوم إلى مقتل اثنين من أعضاء هيئة تحرير الشام وإصابة اثنين آخرين.
وفي 9 مايو، أفاد المرصد السوري لحقوق الإنسان بمقتل عنصر من الفرقة الرابعة السورية برصاص مسلحين مجهولين، في بلدة تل شهاب قرب الحدود السورية الأردنية غربي درعا. قُتل أربعة عناصر من قوات الدفاع الذاتي الكردية، بعد أن أطلق تنظيم داعش النار على حافلتهم أثناء مرورها في قرية الكبار بريف دير الزور الغربي. كما أفاد المرصد السوري بمقتل جندي سوري برصاص قناص من الفصائل المعارضة على جبهات معرة مخص بريف إدلب الجنوبي. كما قُتل ضابط من فيلق الشام المتمرد بقصف سوري على جبهة سراقب.
وفي 9 مايو أيضاً، تمكن رجال الإطفاء من إخماد حريق كبير اندلع في مصفاة حمص الرئيسية في غرب سوريا. وذكرت وسائل إعلام رسمية أن الحريق نجم عن تسرب في محطة ضخ، ولم ترد تفاصيل أخرى. وفي هذه الأثناء، وبعد ساعات قليلة من حريق مصفاة حمص، قيل إن انفجارا غامضا ضرب أيضا ناقلة نفط قبالة الساحل السوري. ولم ترد أنباء عن وقوع إصابات، حيث تمكن الطاقم من إخماد الحريق الذي اندلع في أحد محركات ناقلة النفط.
وفي 10 مايو، أفاد المرصد السوري لحقوق الإنسان بمقتل 7 جنود سوريين على الأقل إثر انفجار لغمين زرعهما تنظيم داعش مستهدفين قوة عسكرية في منطقة جبل العمور، إلى الغرب من منطقة السخنة في بادية حمص الشرقية. كما دارت اشتباكات بين مسلحي تنظيم داعش وقوات النظام السوري في قرية بيوض بريف الرهجان بحمص، ما أدى إلى مقتل 4 جنود سوريين وعنصر واحد على الأقل من داعش. كما قُتل مدني أيضًا في تبادل إطلاق النار. قُتل عنصر من قوات سوريا الديمقراطية إثر إطلاق النار عليه من قبل عناصر يشتبه أنهم خلايا تابعة لتنظيم داعش في منطقة البسيتين القريبة من بلدة الصور بريف دير الزور الشمالي. كما قُتل عنصر آخر من قوات سوريا الديمقراطية برصاص مسلحين مجهولين أمام صالون حلاقة في عين عيسى. أعلنت وزارة الدفاع التركية عن مقتل جندي وإصابة أربعة آخرين نتيجة قصف صاروخي من قبل مجهولين على إدلب.
وفي 11 مايو، أفاد المرصد السوري لحقوق الإنسان بمقتل ما لا يقل عن ستة مسلحين من تنظيم داعش بغارات جوية روسية في بادية دير الزور. كما قُتل عنصران من ميليشيا لواء القدس وأصيب ستة آخرون إثر هجوم لتنظيم داعش على حاجز لهم في بادية الرصافة غرب الرقة.
وفي 12 مايو، أفاد المرصد السوري لحقوق الإنسان أن عناصر من تنظيم الدولة الإسلامية اقتحموا منزلاً في قرية الحصان بريف دير الزور الغربي، وأطلقوا النار على رجل اتهمه التنظيم بممارسة "السحر".
وفي 14 مايو، أفاد المرصد السوري لحقوق الإنسان بمقتل جنديين سوريين وإصابة أربعة آخرين بعد انفجار لغم أرضي من مخلفات تنظيم داعش في البادية الجنوبية بمحافظة دير الزور. في نفس اليوم، على الأقل. قُتل 13 مسلحاً من تنظيم داعش بغارات جوية روسية متواصلة في صحراء دير الزور والرقة.
وفي 15 مايو، أفاد المرصد السوري لحقوق الإنسان بمقتل ثلاثة جنود حكوميين من اللواء 112 وإصابة اثنين آخرين بعد استهداف مسلحين مجهولين لسيارتهم في بلدة عين ذكر بمحافظة درعا.
وفي 18 مايو، أفاد المرصد السوري لحقوق الإنسان، بتعرض ميليشيا إيرانية تابعة للجيش السوري لهجوم من قبل تنظيم داعش جنوب قرية المطية في بادية مسكنة شرق حلب. وأسفر الهجوم عن مقتل 8 من عناصر الميليشيا، بينهم زعيم الميليشيا. كما أصيب 4 عناصر من قوات سوريا الديمقراطية بانفجار عبوة ناسفة من مخلفات تنظيم داعش في مدينة البصيرة.
وفي 19 مايو، أفاد المرصد السوري لحقوق الإنسان أن عناصر من تنظيم داعش أطلقوا النار على عضو في المجلس التشريعي لروج آفا في قرية الجزرات بريف دير الزور الغربي فأردوه قتيلاً. كما قُتل أحد عناصر المعارضة المنضمين إلى الفرقة الرابعة في الجيش السوري برصاص مسلحين مجهولين بالقرب من بلدة تسيل غربي درعا. وفي وقت لاحق من ذلك اليوم، وردت أنباء عن قيام مسلحي داعش بقتل قائد الفوج السادس لقوات سوريا الديمقراطية، خلال كمين في قرية الشحيل.
وفي 22 مايو، أفاد المرصد السوري لحقوق الإنسان أن ملثمين على متن دراجة نارية أطلقا النار على عنصرين من قوات سوريا الديمقراطية ومدني، على أطراف سوق مدينة البصيرة، ما أدى إلى مقتلهما. وفي اليوم ذاته، قُتل 3 عناصر من الميليشيات السورية إثر انفجار عبوة ناسفة زرعها تنظيم داعش في بادية معدان بريف الرقة. كما قتل جندي سوري برصاص مسلحين مجهولين على الطريق الواصل بين قرية دير البخت ومدينة الصنمين شمال درعا.
في 26 مايو 2021، جرت الانتخابات الرئاسية السورية. وفي اليوم نفسه، أفاد المرصد السوري لحقوق الإنسان بمقتل 5 مسلحين من تنظيم داعش بغارات جوية روسية في صحراء الرقة.
وفي 27 مايو، أفاد المرصد السوري لحقوق الإنسان بمقتل جندي سوري برصاص مسلحين مجهولين في ريف القنيطرة.
وفي 28 مايو، اندلعت اشتباكات بين خلية لتنظيم داعش وعناصر من الميليشيات المدعومة من تركيا في مدينة الباب. وبحسب المرصد السوري لحقوق الإنسان، قُتل ثلاثة عناصر من الميليشيات الموالية لتركيا وعنصرين من تنظيم داعش.
وفي 30 مايو، أفاد المرصد السوري لحقوق الإنسان أن شخصين يشتبه بانتمائهما لتنظيم داعش، على دراجة نارية، أطلقا النار على عنصرين من الشرطة المدعومة من تركيا في مدينة الباب. قُتل ضابط بالرصاص، وتوفي الآخر في وقت لاحق متأثراً بجراحه. وذكر المرصد أن المسلحين على متن الدراجة النارية هتفوا "داعش تحيي يا كفار". كما أفاد المرصد السوري لحقوق الإنسان، في اليوم ذاته، بمقتل عنصر من لواء القدس وإصابة ثلاثة آخرين بانفجار لغم أرضي زرعه عناصر تنظيم الدولة الإسلامية في بادية الميادين. كما قُتل عنصر من الفرقة الرابعة السورية برصاص مسلحين في بلدة اليادودة غرب درعا.

## يونيو
وفي 3 يونيو، أفاد المرصد السوري لحقوق الإنسان بمقتل عنصر من ميليشيا الدفاع الوطني وإصابة 4 آخرين، إثر انفجار لغم أرضي زرعه مسلحو تنظيم الدولة الإسلامية عند مفرق قرية عند التوم في ريف سلمية الشرقي. قُتل جندي تركي بنيران قوات وحدات حماية الشعب ، بعد قصف صاروخي استهدف القوات التركية في ريف حلب الشمالي الغربي.
وفي 4 يونيو، أفاد المرصد السوري لحقوق الإنسان أن عناصر من تنظيم "الدولة الإسلامية" هاجموا مواقع وتمركزات لقوات النظام والميليشيات الموالية لها في فيضة ابن معين في بادية الميادين، ما أدى إلى مقتل 5 جنود سوريين وعنصرين من تنظيم "الدولة الإسلامية". كما أفاد المرصد السوري لحقوق الإنسان عن كمين نفذه عناصر من تنظيم "الدولة الإسلامية" في بادية السخنة بريف حمص الشرقي، ما أدى إلى مقتل 5 جنود سوريين بينهم اللواء نزار عباس الفهود. كما قتل على يد داعش ثلاثة من عناصر الحرس الثوري وهم: حسن عبدالله زاده ومرافقه محسن عباسي والعميد سعيد مجيدي. كما قُتل في الكمين أيضًا ثلاثة عناصر من داعش.
في 5 يونيو، أفاد المرصد السوري لحقوق الإنسان بمقتل 3 جنود سوريين نتيجة انفجار لغم أرضي زرعه تنظيم داعش في وادي أبيض ببادية السخنة شرق حمص  وخلال الـ48 ساعة الماضية، قُتل 23 جندياً سورياً وعنصران من الحرس الثوري الإيراني على يد تنظيم داعش خلال عدة عمليات في أنحاء البادية السورية.
وفي 7 يونيو، أفاد المرصد السوري لحقوق الإنسان أن مسلحي تنظيم الدولة الإسلامية قتلوا 3 ضباط من الجيش السوري بعد نصب كمين لهم في بادية تدمر بريف حمص الشرقي. كما قتل 5 عناصر من تنظيم داعش خلال عملية أمنية لقوات سوريا الديمقراطية في مدينة الحسكة، بحسب المرصد السوري لحقوق الإنسان. ويأتي ذلك بعد اعتقال أمير تنظيم داعش قبل أيام قليلة.
وفي 8 يونيو، قُتل جنديان سوريان وأصيب 13 آخرون، جراء انفجار لغم زرعه تنظيم داعش، استهدف رتلاً عسكرياً سورياً، في حي مريجب الجملان بريف مدينة سالمية شمال غرب محافظة حماة.
وفي 8 يونيو أيضاً، زُعم أن صاروخاً إسرائيلياً استهدف العاصمة السورية دمشق. وذكرت وكالة الأنباء السورية الرسمية (سانا) أنه لم تقع إصابات خلال الهجوم. وأكدت وكالة الأنباء الرسمية أيضًا أن الصاروخ اُعتُرِض، وذلك بفضل تفعيل منظومة الدفاع الجوي السورية. وبحسب المرصد السوري لحقوق الإنسان، قُتل ما لا يقل عن 11 مقاتلاً موالين للحكومة خلال الهجوم. وأضاف المرصد أن عددا كبيرا من الأشخاص أصيبوا أيضا.
وفي 9 يونيو، قُتل جندي روسي وأصيب ثلاثة آخرون، إثر انفجار لغم أرضي بسيارتهم في قرية الأسدية بناحية الدرباسية بريف الحسكة 
وفي 10 يونيو، قُتل 13 شخصاً، بينهم 4 مدنيين و9 مسلحين من هيئة تحرير الشام ، جراء قصف للجيش السوري على إبلين في جبل الزاوية. وأفاد المرصد السوري لحقوق الإنسان بمقتل المتحدث باسم الجناح العسكري لهيئة تحرير الشام أبو خالد الشامي، والمنسق الإعلامي في قسم الإعلام العسكري لهيئة تحرير الشام أبو مصعب، جراء القصف. ووصف المرصد السوري لحقوق الإنسان الحادثة بأنها الأكثر دموية في انتهاك اتفاق وقف إطلاق النار المستمر منذ 15 شهرًا، والذي بدأ بإطلاق صاروخ بالقرب من قرية إبلين، على بعد 15 ميلًا جنوب غرب إدلب السورية. كما أفاد المرصد السوري لحقوق الإنسان بمقتل ضابطين من الجيش السوري بانفجار لغم أرضي زرعه تنظيم داعش، أثناء عمليات التمشيط في بادية الرقة الجنوبية.
وفي 11 يونيو، هاجم تنظيم داعش رتلاً للفرقة 25 من قوات المهام الخاصة السورية على طريق الكناسر في ريف حلب الجنوبي الشرقي. وأدى الهجوم إلى مقتل جنديين من الفرقة 25 وإصابة 13 آخرين.
في 12 يونيو، قُتل ما لا يقل عن 18 مدنياً وأصيب 23 آخرون بعد أن أصابت صواريخ مستشفى الشفاء في عفرين التي تسيطر عليها فصائل مدعومة من تركيا. في البداية أُلقي اللوم على قوات سوريا الديمقراطية الكردية، على الرغم من أنها نفت الهجوم. وتزعم التقارير اللاحقة أن الصواريخ جاءت من منطقة تل رفعت التي تسيطر عليها حكومة الأسد. ردًا على ذلك، استخدمت القوات التركية دبابات T-155 Fırtına لضرب أهداف تابعة لوحدات حماية الشعب/حزب العمال الكردستاني في تل رفعت في 13 يونيو.
وفي 16 يونيو، قتل جنديان حكوميان وأصيب اثنان آخران بعد أن داسوا على لغم أرضي قرب بلدة دير العدس في شمال درعا، بحسب المرصد السوري لحقوق الإنسان.
وفي 17 يونيو، قُتل عنصران من قوات الدفاع الوطني السورية، بانفجار لغم أرضي يشتبه أنه من صنع تنظيم داعش في بادية الميادين أثناء عمليات التمشيط، بحسب المرصد السوري لحقوق الإنسان. وفي اليوم ذاته، أفاد المرصد السوري لحقوق الإنسان بالعثور على قيادي ميداني وعنصرين آخرين من الفيلق الخامس السوري مقتولين في بادية الرقة الشرقية بعد إعدامهم على يد خلايا تنظيم داعش.
وفي 18 يونيو، قُتل اثنان من عناصر الميليشيات المدعومة من إيران وأصيب 8 آخرون بعد أن هاجم تنظيم داعش نقطة حراسة لهم في منطقة الجوف في صحراء الميادين.
وفي 20 يونيو، أفاد المرصد السوري لحقوق الإنسان بمقتل عنصرين من ميليشيات سوريا الديمقراطية بانفجار لغم أرضي من مخلفات تنظيم داعش في حي الشولا بريف دير الزور الجنوبي.
وفي 21 يونيو، أفاد المرصد السوري لحقوق الإنسان بأن جنوداً سوريين أطلقوا النار على "رجل مجنون" بالقرب من نقطة تفتيش في شرق درعا، فأردوه قتيلاً.
وفي 22 يونيو، أفاد المرصد السوري لحقوق الإنسان بمقتل جنديين سوريين وإصابة 9 آخرين بكمين نصبه لهم تنظيم داعش في وادي الأبيض في بادية تدمر بمحافظة حمص.
وفي 24 يونيو، قُتل 4 جنود من الجيش الوطني السوري بعد اندلاع اشتباكات على خط التماس بالقرب من نهر الساجور، بسبب محاولة تسلل لقوات وحدات حماية الشعب. وفي اليوم ذاته، وثق المرصد السوري لحقوق الإنسان مقتل 4 عناصر من قوات الدفاع الوطني وإصابة 6 آخرين، إثر انفجار لغم أرضي من زرعه تنظيم داعش تحت حافلتهم في بادية السالمية بريف حماة الشرقي.
وفي 25 يونيو، قُتل الشيخ جودت "أمير الاقتصاد" في الحزب الإسلامي التركستاني، بانفجار عبوة ناسفة في مدينة سلقين الحدودية في إدلب. وفي اليوم ذاته، أفاد المرصد السوري لحقوق الإنسان بمقتل 5 عناصر من قوات الحماية الذاتية الكردية وإصابة 5 آخرين، إثر تعرض حافلتهم لكمين نصبه مسلحو تنظيم داعش في بلدة جزرة الميلج بريف دير الزور الغربي.
وفي 26 يونيو، قُتل 3 مدنيين إثر انفجار عبوة ناسفة على جانب أحد الطرق في عفرين . ألقت تركيا اللوم على وحدات حماية الشعب/حزب العمال الكردستاني في التفجير. توفي أحد عناصر مجلس منبج العسكري متأثراً بجراحه التي أصيب بها بعد مشاركته في اشتباك مع قوات الجيش الوطني السوري على جبهة الباب.
وفي 27 يونيو، اغتيل أحد عناصر قوات الآسايش في منزله على يد خلية تابعة لتنظيم داعش في قرية الحصان.
وفي 27 يونيو أيضًا، نفذت الولايات المتحدة غارات جوية استهدفت ميليشيات مدعومة من إيران بالقرب من الحدود السورية العراقية. اُستُخدِمَت طائرات إف-15 وإف -16 لشن الهجوم فيما وصفته الولايات المتحدة بأنه هجوم انتقامي ضد منشآت وأفراد أمريكيين في العراق من قبل جماعات الميليشيات. كشف الجيش الأميركي في بيان له عن استهداف منشأتين للعمليات وتخزين الأسلحة في سوريا. وبحسب وكالة أنباء شينخوا، قُتل طفل وأصيب ثلاثة مدنيين آخرين في محافظة دير الزور شرقي سوريا. وعلى الرغم من عدم كشف الولايات المتحدة عن المعلومات المتعلقة بالخسائر البشرية في الهجوم، إلا أن المرصد السوري لحقوق الإنسان ذكر أن خمسة على الأقل من مقاتلي الميليشيات العراقية المدعومة من إيران لقوا حتفهم، وأسفر عن إصابة العديد من الآخرين.
وفي 28 يونيو، وردت أنباء عن تعرض القوات الأميركية في سوريا لإطلاق نار، في أعقاب الضربات الأميركية على الحدود السورية العراقية خلال عطلة نهاية الأسبوع. أفاد المرصد السوري لحقوق الإنسان، بأن مجموعات ميليشيات موالية لإيران أطلقت عدة قذائف على القاعدة الأمريكية في حقل العمر النفطي شرقي سوريا. وأضاف المرصد أن التحالف الأميركي رد بإطلاق نيران المدفعية الثقيلة. وأكد المتحدث باسم عملية العزم الصلب، العقيد واين ماروتو، عدم وقوع إصابات خلال الهجوم. كما لم تعلن أي جهة مسؤوليتها حتى الآن عن الهجوم على القوات الأميركية في شرق سوريا.

## يوليو
وفي 3 يوليو، قُتل ما لا يقل عن 8 مدنيين وأصيب عدد آخر بجروح، بعد قصف مكثف من قبل الجيش السوري على عدة مناطق في جبل الزاوية بريف إدلب الجنوبي. وبحسب الجزيرة، فإن من بين المدنيين الثمانية الذين قتلوا، يُعتقد أن ستة منهم أطفال. ووصف المدير الإقليمي لليونيسف الحادثة بأنها الأسوأ منذ اتفاق وقف إطلاق النار الذي تُوُصِّلَ إليه في مارس 2020. وفي أعقاب القصف الذي شنته قوات الحكومة السورية المدعومة من روسيا، قيل إن غارات جوية شنتها طائرات حربية روسية مزعومة استهدفت مناطق في الجزء الغربي من إدلب، بحسب المرصد السوري لحقوق الإنسان.
وفي 4 يوليو، أفاد المرصد السوري لحقوق الإنسان بمقتل عنصر من الفيلق الخامس في الجيش السوري وإصابة آخر برصاص مسلحين مجهولين في مدينة أنخل بمحافظة درعا. كما أفاد المرصد السوري لحقوق الإنسان أن خلية تابعة لتنظيم داعش اغتالت عنصراً من قوات الحماية الذاتية بالقرب من قرية القصرة في ريف محافظة الرقة الجنوبي.
وفي 5 يوليو، أفاد المرصد السوري لحقوق الإنسان أن القوات التركية تقصف جبهات الساجور، في حين اندلعت اشتباكات بين الفصائل المدعومة من تركيا والقوات الكردية شمال حلب.
وفي 6 يوليو، أعلن تنظيم داعش مسؤوليته عن قتل مدني قرب قرية الرز شرقي دير الزور، بعد اختطافه بتهمة التعامل مع قوات سوريا الديمقراطية. كما توفي عنصر من قوات سوريا الديمقراطية متأثراً بجراحه بعد قصف مدفعي تركي على مواقع لقوات سوريا الديمقراطية في قرية السد بريف حلب. وفي اليوم نفسه، أفاد المرصد السوري لحقوق الإنسان بمقتل جندي سوري برصاص قناص من المعارضة على جبهة كبانة في محافظة اللاذقية. وفي وقت لاحق من اليوم، قُتل جنديان سوريان وأصيب 8 آخرون بعد أن انحرفت حافلتهم عن لغم أرضي زرعه تنظيم داعش على طريق شمال السخنة في ريف حمص.
وفي 7 يوليو، قُتل ثمانية جنود حكوميين وأُسر اثنان آخران (بينهما ضابط) بعد أن هاجم تنظيم داعش مواقعهم شمال غربي التوينات بالقرب من طريق إثريا الرصافة، أثناء عمليات التمشيط. وفي اليوم نفسه، قُتل ما لا يقل عن أربعة جنود حكوميين (بينهم ملازم أول) جراء انفجار عبوة ناسفة قرب قرية نافع في ريف درعا الغربي. وفي اليوم نفسه، أفاد المرصد السوري لحقوق الإنسان أن الجيش التركي أكد مقتل جندي تركي وإصابة 3 آخرين بعد تحطم مركبتهم، بعد تعرضها لإطلاق نار من قبل مسلحين مجهولين، بالقرب من الحدود السورية التركية.
وفي 9 يوليو، قُتل ضابط من الحرس الثوري الإيراني بانفجار لغم أرضي من مخلفات تنظيم داعش في ريف حمص الشرقي.
في 10 يوليو، أصدر تنظيم الدولة الإسلامية لقطات تظهر إعدام "جاسوس" من قوات سوريا الديمقراطية اختطفه في الجردي الغربي، بالقرب من الميادين.
في 11 يوليو، أعلنت الحكومة السورية عن تطبيق أسعار جديدة للخبز والوقود، مما أدى إلى ارتفاع الأسعار بمقدار الضعف على الأقل، في البلد الذي مزقته الحرب. وتأتي هذه الأسعار المرتفعة في الوقت الذي أصدر فيه الرئيس السوري بشار الأسد مرسوما يقضي بزيادة رواتب القطاع العام بنسبة 50 في المئة. وبالإضافة إلى زيادة رواتب القطاع العام، رُفِعَت المعاشات التقاعدية أيضًا بنسبة 40 في المائة، بما في ذلك العسكريين.
وفي 12 يوليو، قُتل 4 عناصر من الحرس الثوري الإيراني بعد استهداف موكبهم بعبوتين ناسفتين من صنع تنظيم داعش في ريف حمص الشرقي. وفي اليوم ذاته، أفاد المرصد السوري لحقوق الإنسان بمقتل قيادي ميداني في ميليشيا لواء القدس وإصابة ثلاثة آخرين بعد أن داسوا على لغم أرضي من مخلفات تنظيم داعش قرب مدينة تدمر في بادية حمص الشرقية.
وفي 13 يوليو، أفاد المرصد السوري لحقوق الإنسان بمقتل 5 جنود سوريين وإصابة 8 آخرين بعد هجوم شنه تنظيم داعش على مواقع للجيش السوري في بادية الرصافة بريف الرقة. وفي اليوم ذاته، قُتل 3 عناصر من ميليشيا لواء فاطميون، إثر انفجار عبوة ناسفة بسيارتهم قرب مدينة الميادين بريف دير الزور الشرقي. ويُشتبه في أن خلايا داعش هي التي نفذت الهجوم.
وفي 14 يوليو، شنت قوات سوريا الديمقراطية محاولة تسلل في قرية الطروازية شمال مدينة الرقة، ما أدى إلى مقتل أحد عناصر أحرار الشرقية وإصابة 4 آخرين.
وفي 15 يوليو، أفاد المرصد السوري لحقوق الإنسان بمقتل عنصرين من الجيش الوطني السوري وإصابة 5 آخرين بعد أن شن مقاتلو مجلس منبج العسكري عملية تسلل بالقرب من الغندورة في ريف منبج. وفي اليوم نفسه، قُتل ما لا يقل عن 8 مدنيين في منطقة المسبح بالقرب من إبلين في محافظة إدلب، بعد أن شن الجيش السوري عدة هجمات صاروخية على المنطقة.
وفي 16 يوليو، أفاد المرصد السوري لحقوق الإنسان أن عناصر من قوات سوريا الديمقراطية قتلوا عنصراً من تنظيم داعش وابنه أثناء محاولتهم اعتقالهما في بلدة ذيبان بريف دير الزور الشرقي.
وفي 17 يوليو، قُتل 6 مدنيين بعد استهداف المدفعية السورية قرية سرجة في جبل الزاوية في إدلب، بحسب المرصد السوري لحقوق الإنسان.
وفي 18 يوليو، قُتل 4 جنود سوريين، بينهم ملازم ثان، بعد اشتباكات مع خلايا داعش أثناء عمليات التمشيط في صحراء تدمر.
وفي 19 يوليو، قُتل 5 جنود سوريين، بينهم 4 عناصر من الحرس الجمهوري، خلال اشتباكات على جبهة إدلب. كما قُتل عنصران من المعارضة السورية خلال الاشتباكات.
في 20 يوليو، نفذت طائرات حربية إسرائيلية غارات جوية على منطقة جبل الواحة في حي السفيرة في جنوب شرق حلب، مما أسفر عن مقتل ما لا يقل عن خمسة من عناصر الميليشيات المدعومة من إيران، اثنان منهم من أعضاء حزب الله. كما أفاد المرصد السوري لحقوق الإنسان عن اغتيال عنصر من قوات سوريا الديمقراطية على يد خلية تابعة لتنظيم داعش في بلدة أبو حمام بريف دير الزور الشرقي. وفي اليوم ذاته، شن أربعة عناصر من الحزب الإسلامي التركستاني هجوماً انتحارياً على مواقع للجيش السوري في قرية ميزاناز بريف حلب. وأسفر الهجوم عن مقتل جميع المقاتلين التركستان الأربعة وخمسة جنود سوريين.
وفي 21 يوليو، شنت طائرات التحالف الدولي غارات جوية على قرية خربة جاموس في ريف الحسكة الشرقي بالقرب من جبل كوكب. واستهدفوا منزلًا، ما أدى إلى مقتل 3 من المشتبه بانتمائهم لتنظيم داعش، والذين رفضوا الاستسلام لقوات سوريا الديمقراطية.
في 22 يوليو، اغتيل ملازم في الجيش السوري على يد خلية تابعة لتنظيم داعش في بادية المحاصر بريف دير الزور. كما قتل سبعة أشخاص من عائلة واحدة، جراء قصف مدفعي نفذته قوات الحكومة السورية على قرية إبلين بريف إدلب الجنوبي. وكان من بين القتلى أربعة أطفال، بحسب عمال الإنقاذ ومراقب حربي.
وفي 23 يوليو، أفاد المرصد السوري لحقوق الإنسان بمقتل أحد عناصر مجلس الباب العسكري ‏ وإصابة 3 آخرين بجروح، بعد قصف القوات التركية لمناطق على جبهة الباب.
وفي 24 يوليو، قُتل ثلاثة جنود أتراك وأصيب اثنان آخران بعد أن أطلق عناصر من قوات سوريا الديمقراطية صاروخاً مضاداً للدروع على عربة مدرعة تركية في بلدة حزوان بريف حلب الشرقي. وردًا على ذلك، شن الجيش التركي عدة هجمات مدفعية استهدفت مواقع لقوات سوريا الديمقراطية على جبهتي منبج والباب، ما أدى إلى مقتل مقاتل كردي وإصابة آخر.
في 27 يوليو، هاجم تنظيم داعش عدة مواقع للجيش السوري جنوب الرقة، مما أسفر عن مقتل 7 جنود سوريين و5 من مسلحي داعش.
29 يوليو : اشتباكات درعا 2021
وفي 30 يوليو، أفاد المرصد السوري لحقوق الإنسان بمقتل عنصرين من مجلس الباب العسكري ‏ بعد أن شنت القوات التركية هجوماً صاروخياً على جبهة العريمة في ريف حلب.

## أغسطس
في الرابع من أغسطس، قُتل جندي سوري وأصيب ثلاثة آخرون بعد أن انفجرت حافلتهم بلغم أرضي في العاصمة السورية دمشق. وفي اليوم ذاته، أفاد المرصد السوري لحقوق الإنسان، أن قرية الصفاوية في ريف عين عيسى شمال الرقة، تعرضت لقصف صاروخي من قبل القوات التركية والميليشيات الموالية لها، ما أدى إلى مقتل 4 مدنيين.
وفي 5 أغسطس، أفاد المرصد السوري لحقوق الإنسان بمقتل عنصرين من هيئة تحرير الشام برصاص قناصة الجيش السوري على جبهات الفطيرة بجبل الزاوية جنوب إدلب. وفي 5 أغسطس أيضاً، أفاد المرصد السوري لحقوق الإنسان بمقتل مدنيين اثنين وإصابة اثنين آخرين بجروح، بعد أن أطلقت قوات سوريا الديمقراطية صواريخ على قرية حزوان في ريف حلب الشرقي.
وفي 6 أغسطس، أفاد المرصد السوري لحقوق الإنسان أن مجموعة من الجهاديين الأوزبك شنت فجر اليوم عملية تسلل على محور حنتوتين بريف إدلب، ما أدى إلى مقتل 6 عناصر من قوات النظام السوري على الأقل وإصابة آخرين. كما قُتل 4 جهاديين أوزبكيين في العملية. وفي وقت لاحق من اليوم، قتل قناص من المعارضة المسلحة جندياً سورياً برصاص قناص على جبهة قرية كفرموس في منطقة جبل شحشبو جنوب إدلب.
وفي 7 أغسطس، أفاد المرصد السوري لحقوق الإنسان بمقتل أحد عناصر ميليشيات الجيش السوري في كمين نصبته خلايا تنظيم الدولة الإسلامية على طريق دير الزور-تدمر.
وفي حادث منفصل، أفادت الأنباء بمقتل أربعة أطفال من نفس العائلة بعد قصف للنظام على قرية في شمال غرب سوريا. وبحسب المرصد السوري لحقوق الإنسان، أصيب خمسة أفراد آخرين من العائلة ذاتها أيضًا. وفي قرية الزيادية، نفذت قوات النظام هجوماً أيضاً، ما أدى إلى إصابة شخصين، بحسب الدفاع المدني السوري المعروف باسم الخوذ البيضاء.
في 11 أغسطس، قُتل أحد أكثر قناصة هيئة تحرير الشام خبرة، حسن خالد رحال، برصاص قناصة الجيش السوري في منطقة جبل الزاوية. وفي اليوم ذاته، أفاد المرصد السوري لحقوق الإنسان بأنه عُثِرَ على عنصر من الأجهزة الأمنية السورية وسياسي مقتولاً في أحد الحقول بعد اختطافه من قبل مسلحين مجهولين قرب مدينة تلبيسة.
وفي 12 أغسطس، أفاد المرصد السوري لحقوق الإنسان بمقتل عنصرين من الميليشيات المدعومة من إيران بانفجار لغم أرضي من صنع تنظيم داعش بالقرب من جبل البشري في بادية الرقة الشرقية. كما هاجمت قوات داعش مواقع لقوات الدفاع الوطني، ما أدى إلى سقوط قتلى وجرحى.
وفي 15 أغسطس، أفاد المرصد السوري لحقوق الإنسان بمقتل عنصر من الجيش الوطني السوري المدعوم من تركيا برصاص قناصة قوات سوريا الديمقراطية في منطقة عملية "نبع السلام".
وفي 16 أغسطس، أفاد المرصد السوري لحقوق الإنسان بمقتل مقاتل سابق في تنظيم داعش انضم إلى قوات سوريا الديمقراطية برصاص مسلحين مجهولين في منطقة الجزرة بريف دير الزور الغربي.
وفي 18 أغسطس، أفاد المرصد السوري لحقوق الإنسان بمقتل ضابط من الفرقة 11 في الجيش السوري وإصابة 5 جنود آخرين بعد هجوم لتنظيم داعش على مواقعهم في بادية الشعلة في ريف دير الزور الجنوبي. كما شن مسلحون يشتبه بانتمائهم لتنظيم داعش هجوما بقذائف الهاون على قوات حزب الله العراقي في جبل البشرى، ما أدى إلى مقتل أحد عناصر حزب الله وإصابة آخر. ونُفِّذَ ما لا يقل عن 20 غارة جوية روسية في البادية السورية ردًا على هذه الهجمات.
وفي 19 أغسطس، قُتل 5 أشخاص في قصف شنته قوات الحكومة السورية في شمال غرب سوريا. ويعتقد أن معظم القتلى من الأطفال، بحسب نشطاء المعارضة. وفي اليوم ذاته، استهدفت طائرة مسيرة تركية عناصر من قوات سوريا الديمقراطية في تل تمر، ما أدى إلى مقتل 9 أشخاص بينهم ضابط رفيع المستوى في قوات سوريا الديمقراطية. وأعلن المجلس العسكري في تل تمر أنه لن يقف مكتوف الأيدي ردًا على الهجوم. وأفاد المرصد السوري لحقوق الإنسان أيضاً بمقتل عنصرين كرديين من قوات سوريا الديمقراطية على يد القوات المدعومة من تركيا خلال اشتباكات في قرية الكريدية شرق مدينة الباب. وردًا على هذه الهجمات، نفذت قوات سوريا الديمقراطية 3 عمليات منفصلة في منطقة رأس العين، مما أسفر عن مقتل جندي تركي و6 من عناصر الميليشيات المدعومة من تركيا.
وفي سياق منفصل، تمكنت الدفاعات الجوية السورية من اعتراض صواريخ إسرائيلية استهدفت دمشق، الخميس، وفق ما كشفت وكالة الأنباء السورية الرسمية (سانا). وقبل الهجوم، أفادت وسائل الإعلام اللبنانية عن تحليق طائرات إسرائيلية على ارتفاع منخفض فوق العاصمة بيروت. وأضافت صحيفة تايمز أوف إسرائيل أنه لم تُسَجَّل إصابات فورية خلال الهجوم.
وفي 20 أغسطس، نفذت قوات الحكومة السورية هجوماً على معقل للمعارضة في قرية كنصفرة، جنوب إدلب، مما أسفر عن مقتل أربعة أطفال. خلال يومين فقط، وصل عدد الأطفال الذين قتلوا في إدلب جراء قصف النظام إلى 8، إلى جانب امرأة، بحسب المرصد السوري لحقوق الإنسان. ويُعتقد أن المرأة كانت أمًا لثلاثة أطفال، في حين أن أربعة أطفال كانوا من نفس العائلة.
وفي 21 أغسطس، أفاد المرصد السوري لحقوق الإنسان أن أحد عناصر قوى الأمن الداخلي (الآسايش) اغتيل داخل منزله في جزيرة البوشمس بريف دير الزور الغربي على يد مسلحين مجهولين. وفي اليوم نفسه، توفي قائد إيراني في وحدات حماية الشعب متأثراً بجراحه التي أصيب بها في 19 أغسطس في هجوم بطائرة تركية بدون طيار على مركبته العسكرية بالقرب من القامشلي.
وفي 22 أغسطس، أفاد المرصد السوري لحقوق الإنسان بمقتل عنصر من فرع مغاوير الشمال التابع للجيش الوطني السوري المدعوم من تركيا في بلدة كفر خاشر جنوب مدينة إعزاز بعد استهداف قوات قسد للمنطقة بصاروخ موجه جواً.
وفي 23 أغسطس، أفاد المرصد السوري لحقوق الإنسان بمقتل جندي سوري وإصابة ما لا يقل عن 20 آخرين بعد قصف مدفعي تركي على مواقع للجيش السوري في ريف تل تمر.
وفي 24 أغسطس، قُتل جنديان سوريان بعد أن شنت قوات المعارضة عملية قنص على جبهة الملاجة في إدلب. وفي اليوم ذاته، أفاد المرصد السوري لحقوق الإنسان بمقتل 8 عناصر من هيئة تحرير الشام إثر انفجار وقع في أحد معسكرات التدريب التابعة لهم في إدلب. وتقول التقارير إن سبب الانفجار كان إما هجومًا بطائرة بدون طيار أو انفجار غير معروف داخل المخيم. وأضاف سكان ومصادر معارضة أن نحو عشرة مجندين آخرين أصيبوا في الانفجار. ومع ذلك، زعم مصدران عسكريان معارضان أن الانفجار وقع أثناء تدريب مقاتلي هيئة تحرير الشام بالقرب من بلدة حزانو السورية.
وفي 28 أغسطس، قُتل 3 عناصر من ميليشيا الدفاع الوطني بانفجار لغم أرضي من مخلفات تنظيم داعش في قرية الدوير بريف دير الزور الشرقي.
وفي 29 أغسطس، أفاد المرصد السوري لحقوق الإنسان بمقتل 3 مقاتلين من قوات سوريا الديمقراطية وإصابة عنصر من تنظيم داعش بعد أن هاجمت خلية تابعة للتنظيم سيارتهم قرب بلدة جديد عكيدات في ريف دير الزور الشرقي.
وفي اليوم نفسه، أفادت التقارير أن الجيش السوري شن هجومًا على درعا، مما أسفر عن مقتل ستة أشخاص على الأقل.
وفي 30 أغسطس، أفاد المرصد السوري لحقوق الإنسان أن سلاح الجو الروسي شن عدة غارات جوية استهدفت مواقع لتنظيم داعش في البادية السورية الشرقية. كما قُتل جندي سوري خلال اشتباكات مع خلايا داعش في جنوب دير الزور. وفي الوقت نفسه، قُتل شخص واحد على الأقل خلال قصف لقوات الحكومة السورية على مدينة درعا الجنوبية.
وفي 31 أغسطس، أشارت شهادات من مصادر عسكرية وشهود عيان إلى أن عدة صواريخ بدائية الصنع استهدفت مدينة درعا الواقعة في جنوب غرب البلاد. وفي اليوم ذاته، أفاد المرصد السوري لحقوق الإنسان بمقتل 3 عناصر من الفصائل المسلحة، جراء انفجار لغم أرضي جنوب شرق بلدة كنصفرة بريف إدلب.

## سيتمبر
وفي الأول من سبتمبر، وبعد أيام من القصف المكثف الذي شنته قوات النظام السوري على آخر معاقل المتمردين في مدينة درعا الجنوبية، قيل إنه تُوُصِّل إلى اتفاق لوقف إطلاق النار بين الطرفين. وبعد التوصل إلى الاتفاق، انتشرت الشرطة العسكرية الروسية أيضًا في المدينة، بحسب صحيفة عرب نيوز. وبموجب اتفاق وقف إطلاق النار، لن يُخرَج أي من السكان من المنطقة، في حين ستتمركز القوات الموالية للحكومة، بما في ذلك فرعها الأمني العسكري، في أربعة أماكن في المنطقة.
وذكرت وكالة الأنباء السورية الرسمية (سانا) في 3 سبتمبر أن الدفاعات الجوية السورية تمكنت في ساعة مبكرة من فجر الجمعة من إسقاط صواريخ إسرائيلية أطلقت فوق العاصمة السورية دمشق. وقيل إن الصواريخ أطلقت من المنطقة الجنوبية الشرقية من لبنان. وأكد المرصد السوري لحقوق الإنسان أيضًا الهجوم، مؤكدًا أنه كان يستهدف مواقع تستخدمها الميليشيات الموالية لإيران لبناء الأسلحة في منطقتي جمرايا وبرزة القريبتين من دمشق.
وفي الرابع من سبتمبر، أفاد المرصد السوري لحقوق الإنسان أن ما لا يقل عن تسعة عناصر من تنظيم داعش قتلوا جراء ما لا يقل عن 100 غارة جوية روسية نفذت في البادية السورية خلال الـ48 ساعة الماضية. وفي اليوم ذاته، قُتل أحد عناصر الحرس الجمهوري بانفجار لغم أرضي من مخلفات تنظيم داعش بالقرب من حقل الفهدة النفطي في جنوب غرب الرقة.
وفي 5 سبتمبر، قُتل ما لا يقل عن ثلاثة مدنيين بعد تفجير سيارة مفخخة في مدينة عفرين، شمال غرب سوريا. وفي اليوم نفسه، أفاد المرصد السوري لحقوق الإنسان عن اغتيال عنصرين من جهاز المخابرات التابع للجيش السوري في مدينة داعل بمحافظة درعا.
وفي 7 سبتمبر، أفاد المرصد السوري لحقوق الإنسان بمقتل 6 جنود سوريين وإصابة 8 آخرين خلال اشتباكات مع تنظيم داعش في بادية السخنة بريف حمص الشرقي. وفي اليوم ذاته، أفاد المرصد السوري لحقوق الإنسان بمقتل جندي تركي وإصابة 4 آخرين خلال قصف صاروخي كردي على قاعدتهم في قرى الياشيلي بريف الباب. وأفاد المرصد السوري لحقوق الإنسان بمقتل 3 مدنيين على الأقل جراء قصف قوات النظام السوري لمناطق في مدينة إدلب. وردت قوات المعارضة باستهداف مدينة سراقب بالمدفعية الثقيلة.
وفي 8 سبتمبر، أفاد المرصد السوري لحقوق الإنسان بمقتل 3 عناصر من الفصائل الموالية لتركيا خلال اشتباكات مع القوات الكردية على محور مريمين في عفرين.
وفي 9 سبتمبر، أفاد المرصد السوري لحقوق الإنسان بمقتل قيادي في ميليشيا الدفاع الوطني الموالية للأسد وإصابة آخر جراء انفجار عبوة ناسفة قرب بلدة مسكنة. وفي اليوم ذاته، قُتل ثلاثة مسلحين آخرين من الفصائل المدعومة من تركيا، خلال اشتباكات مع قوات سوريا الديمقراطية شرق مدينة الباب. وردت القوات التركية وحلفائها بقصف مدفعي. كما قُتل جندي روسي جراء انفجار عبوة ناسفة أثناء قيامه بدورية في محافظة حمص. نُقِلَ إلى المستشفى بعد الانفجار، إلا أنه توفي لاحقًا متأثرًا بجراحه.
في 11 سبتمبر، قُتل ثلاثة ضباط صف أتراك وأصيب أربعة جنود آخرين بعد انفجار قنبلة على جانب الطريق بين مدينة إدلب وبنش.
في هذه الأثناء، قال وزير الدفاع التركي خلوصي آكار خلال اجتماع على الحدود التركية السورية، إن قوات الأمن التركية حيدت منذ بداية عام 2021، 1926 إرهابياً في شمال العراق وسوريا. وأضاف الوزير أن الإرهابيين قتلوا خلال عمليات داخلية وعابرة للحدود في المناطق.
وفي 13 سبتمبر، أفاد المرصد السوري لحقوق الإنسان بمقتل 3 عناصر من فرقة الحمزة بينهم قيادي، إثر انفجار عبوة ناسفة في ناحية راجو بريف عفرين.
وفي 13 سبتمبر أيضًا، التقى الرئيس السوري بشار الأسد بحليفه الروسي فلاديمير بوتين في روسيا. وخلال اللقاء انتقد بوتين القوات الأجنبية المتواجدة في سوريا دون إذن أو موافقة الأمم المتحدة. وفي الوقت نفسه، أشاد الأسد بجهود روسيا في حماية سيادة سوريا، كما ناقش محادثات السلام السورية في كازاخستان.
في 14 سبتمبر، قُتل 3 أعضاء من وحدات حماية الشعب وأصيب 4 آخرون بعد أن استهدفت طائرة بدون طيار تركية مواقع كردية بغارات جوية بالقرب من عين عيسى، شمال محافظة الرقة.
في 15 سبتمبر، هاجمت القوات الجوية الفضائية الروسية منطقة إدلب، حيث نفذت 15 غارة جوية. وبحسب المعارضة، اُستُخدِمَت ثلاث طائرات حربية.
وفي 17 سبتمبر، أكد المرصد السوري لحقوق الإنسان مقتل ستة من عناصر تنظيم الدولة الإسلامية في عدة غارات جوية روسية في البادية السورية.
وفي 18 سبتمبر، أفاد المرصد السوري لحقوق الإنسان بمقتل جنديين سوريين وإصابة سبعة آخرين، بعضهم في حالة خطيرة، بعد أن هاجم مسلحو تنظيم الدولة الإسلامية عناصر من الجيش السوري في بادية السخنة بمحافظة حمص.
وفي 19 سبتمبر، قُتل خمسة من عناصر ميليشيا لواء القدس بعد أن شن عناصر داعش هجوماً على مواقعهم في جبل العمور في تدمر. قتلت القوات التركية جنديًا سوريًا في عفرين.
في 20 سبتمبر، قُتل على الأقل اثنان من كبار القادة في تنظيم حراس الدين المرتبط بتنظيم القاعدة في غارة جوية أمريكية بالقرب من بلدة بنش بمحافظة إدلب.
وفي 21 سبتمبر، أفاد المرصد السوري لحقوق الإنسان بمقتل عنصر من ميليشيا لواء القدس بعد أن داس على لغم أرضي من زرعه تنظيم داعش أثناء عمليات التمشيط في بادية السخنة. في نفس اليوم بدأت الغارات الجوية التركية على الأكراد بالتصعيد.
وفي 22 سبتمبر، أفاد المرصد السوري لحقوق الإنسان بأن عضواً سابقاً في مجلس دير الزور العسكري توفي متأثراً بجراحه التي أصيب بها بعد إطلاق النار عليه من قبل مسلحين من تنظيم داعش في مدينة البصيرة.
وفي 23 سبتمبر، قُتل ثلاثة عناصر من ميليشيا الدفاع الوطني، بينهم قيادي، وأصيب ستة آخرون، خلال عمليات التمشيط، إثر انفجار لغم أرضي زرعته خلايا داعش في صحراء السخنة . وفي اليوم ذاته، أفاد المرصد السوري لحقوق الإنسان بأن خلايا تنظيم داعش اغتالت عنصراً سابقاً في قوات سوريا الديمقراطية في مدينة البصيرة بمحافظة دير الزور.
وفي 24 سبتمبر، أفاد المرصد السوري لحقوق الإنسان بمقتل جندي من الفرقة 25 السورية على جبهات إدلب، وسط عدة غارات جوية روسية على أهداف ضمن ريفي إدلب وحلب. توفي جندي آخر برتبة ملازم لاحقًا متأثرًا بجراحه.
في 25 سبتمبر، قُتل مقاتل ألباني من الحزب الإسلامي التركستاني وعضو في هيئة تحرير الشام خلال سلسلة من الغارات الجوية الروسية بالقرب من كبانة بمحافظة اللاذقية.
وفي 26 سبتمبر، قُتل 11 عنصراً من فرقة الحمزة المدعومة من تركيا وأصيب 13 آخرون بعد أن استهدفت عدة غارات جوية روسية مواقعهم في قرية براد بريف عفرين. وفي اليوم ذاته، قُتل 3 عناصر من تنظيم داعش، خلال اشتباك مع قوات التحالف الدولي، في بلدة الشحيل بريف دير الزور الشرقي.
كما أفاد المرصد السوري لحقوق الإنسان بمقتل جنديين سوريين، إثر تفجير عناصر من تنظيم داعش عبوة ناسفة استهدفت موكبهم على طريق دير الزور الرقة في البادية السورية. وردًا على ذلك، شنت الطائرات الحربية الروسية ما لا يقل عن 10 غارات جوية على مواقع تنظيم الدولة الإسلامية في البادية السورية. وفي وقت لاحق، أفادت الأنباء بمقتل 6 عناصر من ميليشيا لواء القدس الموالية للأسد في سلسلة من الهجمات التي شنها تنظيم داعش في صحراء حمص مؤخراً.
علاوة على ذلك، ردًا على الهجمات الروسية الأخيرة على مواقعها، بدأت القوات المدعومة من تركيا باستهداف مواقع قوات سوريا الديمقراطية والجيش السوري في ريف حلب، مما أسفر عن مقتل جنديين سوريين وإصابة آخر. وأفاد المرصد السوري لحقوق الإنسان أيضاً أن الجيش السوري بدأ بقصف مواقع للجيش السوري الحر في منطقة عملية "نبع السلام" بريف تل تمر، بعد أن أطلقت قوات الجيش السوري الحر النار على مروحية روسية.
في 28 سبتمبر، قتلت القوات التركية إنجين كاراسلان، عضو اللجنة المركزية لحزب العمال الكردستاني، بعد أن نفذت عملية في محيط القامشلي.
وفي 29 سبتمبر، أفاد المرصد السوري لحقوق الإنسان بمقتل جندي سوري برتبة ملازم خلال اشتباكات مع قوات المعارضة في ريف حلب الغربي. وفي اليوم نفسه، قُتل قيادي محلي من الفرقة الرابعة برصاص مسلحين في بلدة تسيل غربي درعا.
وفي 30 سبتمبر، أفاد المرصد السوري لحقوق الإنسان أن قوات النظام السوري قتلت مقاتلاً من المعارضة على جبهة تلعادة في ريف حلب الغربي. وفي اليوم نفسه، قُتل قيادي محلي في الفرقة الرابعة السورية برصاص مسلحين في بلدة تسيل غربي درعا.

## أكتوبر
وفي 2 أكتوبر، أفاد المرصد السوري لحقوق الإنسان بمقتل 6 عناصر من الفرقة الرابعة السورية بينهم عميد، وإصابة 11 آخرين بعد أن نصب لهم تنظيم الدولة الإسلامية كميناً في منطقة البلعاس ببادية حماة.
وفي 3 أكتوبر، قُتل أحد أعضاء الحزب الإسلامي التركستاني وأصيب 4 آخرون إثر انفجار وقع في مدينة إدلب. وفي اليوم نفسه، قُتل ما لا يقل عن 4 عناصر من هيئة تحرير الشام بعد هجوم انتحاري بطائرة مسيرة على مواقعهم على جبهة الرويحة في إدلب.
وفي 6 أكتوبر، قُتل خمسة عناصر من لواء فاطميون المدعوم من إيران، وأصيب 10 آخرون، في هجوم يشتبه أنه من تنفيذ تنظيم داعش أثناء تمشيط خلايا داعش في منطقة البيارات بمحافظة حمص. كما فُجِّرَت مركبة مدرعة بعد أن شن مسلحون هجومًا بصاروخ موجه. وفي اليوم نفسه، قُتل ملازمان في الجيش السوري برصاص مسلحين مجهولين في محافظة درعا. كما أفاد المرصد السوري لحقوق الإنسان بمقتل عنصر من المعارضة المدعومة من تركيا، إثر قصف قوات سوريا الديمقراطية على مواقع لهم على محاور قرية الشرقرك شمال الرقة. وردت فصائل المعارضة بقصف مواقع "قسد" في قريتي الدردارة وتل شنان بريف تل تمر.
وفي 7 أكتوبر، قُتل جندي تركي بنيران قوات سوريا الديمقراطية بعد استهدافها قاعدة التويس التركية في ريف حلب الشمالي. ردت القوات التركية والفصائل المعارضة المدعومة من تركيا على نيران المدفعية، مستهدفة مواقع قوات سوريا الديمقراطية في قريتي سد الشهباء والسوقية. وزعمت وزارة الدفاع التركية أنها قتلت 5 من مقاتلي قوات سوريا الديمقراطية ردًا على ذلك. وفي اليوم ذاته، أفاد المرصد السوري لحقوق الإنسان بمقتل عنصر من هيئة تحرير الشام وإصابة 7 آخرين، جراء غارة روسية على أحد مقرات الهيئة في قرية بسنقول بريف إدلب الغربي.
وفي 8 أكتوبر، أفاد المرصد السوري لحقوق الإنسان بأن ما لا يقل عن 17 عنصراً من تنظيم داعش قتلوا في غارات جوية روسية في البادية السورية خلال الأسبوع الماضي، معظمهم في مناطق مثلث حلب-حماة-الرقة وصحراء تدمر.
وفي 9 أكتوبر، أفاد المرصد السوري لحقوق الإنسان بمقتل مقاتلين أجنبيين يقاتلان إلى جانب نظام الأسد، إثر غارات جوية إسرائيلية استهدفت مطار "التيفور" العسكري في ريف حمص الشرقي. وذكرت وكالة الأنباء السورية الرسمية (سانا) أن الهجوم أدى إلى إصابة 6 جنود سوريين.
في 10 أكتوبر، قُتل جنديان تركيان وأصيب اثنان من عناصر الميليشيات المدعومة من تركيا بعد أن استهدفت قوات سوريا الديمقراطية/وحدات حماية الشعب مركبة مدرعة تركية في أعزاز . وفي اليوم ذاته، أفاد المرصد السوري لحقوق الإنسان بمقتل عنصرين من تنظيم داعش بعد أن أحبطت قوات سوريا الديمقراطية محاولة من قبل التنظيم لشن كمين ضدهم في ريف دير الزور الشرقي.
في 11 أكتوبر، قُتل ما لا يقل عن 6 أشخاص بينهم عضو في ميليشيا مدعومة من تركيا بعد انفجار سيارة مفخخة في مدينة عفرين.
وفي 13 أكتوبر، أفاد المرصد السوري لحقوق الإنسان بمقتل عنصرين من فصيل صقور الشام إثر انفجار لغم أرضي في قرية بنين بريف إدلب الجنوبي. وفي اليوم نفسه، أسفرت الغارات الجوية الإسرائيلية عن مقتل جندي سوري واحد على الأقل وإصابة ثلاثة آخرين بعد استهداف قاعدة تي فور الجوية بالقرب من مدينة تدمر.
في 14 أكتوبر، هاجمت طائرة بدون طيار مجهولة مواقع لقوات سوريا الديمقراطية،  بينما قصفت القوات المسلحة السورية موقعًا عسكريًا تركيًا في إدلب.
في 15 أكتوبر، قُتل ما لا يقل عن 8 جنود سوريين بعد أن هاجم تنظيم داعش مواقع للجيش السوري في منطقة الرصافة في البادية السورية. وفي اليوم ذاته، قُتل جنديان تركيان بانفجار عبوة ناسفة استهدفت مركبتهما المدرعة على الطريق بين كفريا ومعرة مصرين شمال إدلب. وأعلنت كتيبة أبو بكر الصديق مسؤوليتها عن الهجوم.
وفي 16 أكتوبر، قُتل عنصر من الفيلق الخامس في الجيش السوري وأصيب آخر إثر إطلاق مسلحين مجهولين النار على مواقعهم في بلدة صيدا بريف درعا الشرقي، بحسب المرصد السوري لحقوق الإنسان.
وفي 17 أكتوبر، أفاد المرصد السوري لحقوق الإنسان بمقتل عنصر من تنظيم داعش على يد قوات سوريا الديمقراطية خلال عملية أمنية في قرية الزر بريف دير الزور الشرقي. وأفاد المرصد السوري لحقوق الإنسان أيضاً أن ما لا يقل عن 14 عنصراً من تنظيم داعش قتلوا جراء نحو 55 غارة جوية روسية في بادية الرصافة، خلال الـ48 ساعة الماضية.
في 20 أكتوبر، قُتل 14 عسكريًا سوريًا وأصيب 3 آخرون بعد انفجار قنبلتين على جانب الطريق أثناء مرور حافلة عسكرية سورية على جسر الرئيس بدمشق. وفي اليوم نفسه، قُتل 13 شخصاً جراء قصف مدفعي سوري على مدينة أريحا في محافظة إدلب. كما انفجر مستودع ذخيرة للجيش السوري بالقرب من حماة، مما أدى إلى مقتل 6 عسكريين سوريين وإصابة 3 آخرين. كما قُتل شخصان في هجوم بطائرة بدون طيار تركية على مدينة كوباني.
وفي 20 أكتوبر أيضاً، أعدمت الدولة السورية 24 شخصاً بتهمة إشعال حرائق في محافظة اللاذقية.
في 22 أكتوبر، أدت غارة جوية أميركية بطائرة بدون طيار إلى مقتل عبد الحميد المطر، أحد كبار قادة تنظيم القاعدة في شمال سوريا.
وفي 23 أكتوبر، قُتل عنصران من الميليشيات السورية في البادية السورية، على ما يبدو نتيجة نيران صديقة أثناء اشتباكهما مع خلايا تنظيم داعش في جبل البشري بريف دير الزور. في هذه الأثناء، استهدفت الطائرات الحربية الروسية مواقع لتنظيم داعش في بادية الرصافة. وفي اليوم نفسه، قُتل 3 مدنيين في غارة جوية تركية بطائرة بدون طيار على سيارة في كوباني شمال سوريا.
في 24 كتوبر، نفذت طائرات روسية ثلاث غارات جوية على ريف إدلب الغربي، استهدفت محيط معمل السكر في جسر الشغور وأطراف قرية الكفير في ريف إدلب الجنوبي.
في 25 أكتوبر، أدت غارة بطائرة بدون طيار بالقرب من رأس العين إلى مقتل صباحي الإبراهيم المصلحن، وهو رجل مطلوب من قبل قوات التحالف بسبب صلاته بتنظيم الدولة الإسلامية. وفي اليوم ذاته، دارت اشتباكات بالرشاشات الثقيلة والمتوسطة بين قوات النظام السوري وميليشياته من جهة والفصائل العسكرية المتمردة من جهة أخرى على جبهات فليفل، والفطيرة، وبنين في ريف إدلب الجنوبي 
وفي وقت لاحق من ذلك اليوم، اندلعت اشتباكات بين هيئة تحرير الشام و"جند الإسلام" في جسر الشغور، ما أدى إلى مقتل 7 عناصر من "جند الإسلام" و4 عناصر من هيئة تحرير الشام.
في 26 أكتوبر، صوت البرلمان التركي لصالح تمديد التفويض العسكري التركي لإجراء عمليات عسكرية في سوريا والعراق لمدة عامين آخرين. يأتي هذا التصويت في فترة من التوترات الشديدة بين تركيا وروج آفا الكردية.
في 28 أكتوبر، أفاد المرصد السوري لحقوق الإنسان أن إماماً كان عضواً سابقاً في جماعة الإخوان المسلمين قُتل برصاص مسلحين يشتبه في انتمائهم لتنظيم داعش في قرية الزر، بعد أن تحدث ضد داعش.
وفي 29 أكتوبر، أعلن مصطفى الزكري من جبهة تحرير سوريا أن قواتهم جاهزة "لمواصلة العمليات ضد المنظمات الإرهابية" وأننا "ننتظر بدء العملية". ومن الجدير بالذكر أن تركيا وقواتها بالوكالة تنظر إلى قوات سوريا الديمقراطية والجماعات التابعة لها على أنها "إرهابية". وفي اليوم ذاته، أفاد المرصد السوري لحقوق الإنسان بمقتل عنصر من هيئة تحرير الشام، نتيجة انفجار لغم أرضي في بلدة البارة جنوب إدلب، ليرتفع إجمالي قتلى قوات المعارضة بسبب الألغام منذ بداية شهر أكتوبر إلى 7.
في 30 أكتوبر، أفاد المرصد السوري لحقوق الإنسان أن 31 مسلحًا من تنظيم داعش قُتلوا على مدار شهر أكتوبر في غارات جوية روسية في البادية السورية، كما أصيب أكثر من 50 آخرين. وفي اليوم نفسه، قُتل جندي سوري وأصيب طفل بقصف صاروخي شنته المعارضة على منطقة جورين بريف حماة. كما قتل جندي سوري يعمل في محطة الرادار العسكرية بالقرب من بلدة النعيمة، إثر تعرضه لإطلاق نار من قبل مسلحين مجهولين. كما قُتل "متعاون" مع قوات الأمن السورية برصاص مسلحين مجهولين على أطراف بلدة الشجرة.
في 31 أكتوبر، زعم مصدر من الحكومة السورية أن هناك فرصة لأن تشن تركيا وقواتها بالوكالة عملية عسكرية خلال "الساعات القليلة القادمة" اعتبارًا من أواخر 31 أكتوبر. وفي وقت لاحق من ذلك اليوم، توفي جندي تركي متأثرا بجراحه التي أصيب بها نتيجة انفجار عبوة ناسفة في إدلب في 15 أكتوبر. ليصل إجمالي عدد القتلى من الجنود الأتراك منذ مطلع عام 2021 إلى 27.

## نوفمبر
وفي 1 نوفمبر، قُتل جنديان سوريان برصاص قناصة المعارضة في معرة موخيس بريف إدلب وبصراطون بريف حلب، إثر سلسلة من الاشتباكات والقصف. وفي اليوم ذاته، قُتل 3 عناصر من لواء عثمان بن عفان المدعوم من هيئة تحرير الشام، بعد محاولتهم تفكيك عبوة ناسفة غير منفجرة بالقرب من جبهة كبانة في ريف اللاذقية الشمالي.
وفي 2 نوفمبر، أفاد المرصد السوري لحقوق الإنسان بمقتل عنصر من الفرقة الرابعة في الجيش السوري برصاص مسلحين مجهولين في ريف درعا الغربي.
وفي 3 نوفمبر، أفاد المرصد السوري لحقوق الإنسان بمقتل ثلاثة جنود حكوميين برصاص قوات المعارضة على جبهات قرية هير ديركل وريف الشيخ عقيل غرب حلب. وفي اليوم ذاته، قُتل أحد أبرز المجندين في هيئة تحرير الشام بعد إطلاق النار عليه في منزله بمدينة إدلب.
وفي 5 نوفمبر، عثر على جثة مقاتل من قوات سوريا الديمقراطية مقتولاً في مدينة الرقة، وتظهر عليها آثار التعذيب، بحسب المرصد السوري لحقوق الإنسان.
وفي 7 نوفمبر، قُتل خمسة جنود حكوميين في سلسلة من الهجمات المنفصلة التي شنها مسلحون من المعارضة في محافظة درعا، بحسب المرصد السوري لحقوق الإنسان. وفي اليوم نفسه، فُجِّرَ أحد عناصر تنظيم داعش في مدينة جرابلس بواسطة غارة جوية يشتبه أنها تابعة للتحالف .
وفي 8 نوفمبر، قُتل 5 عناصر من حزب الله في هجوم لتنظيم الدولة الإسلامية في منطقة مهين في محافظة حمص . وفي اليوم ذاته أفاد المرصد السوري لحقوق الإنسان بمقتل رجل خلال عملية للتحالف في قرية الصبحة بريف دير الزور الشرقي، واعتقال ذوي القتيل وتوجيه اتهامات لهم بالتعامل مع تنظيم "داعش". كما قُتل رجل برصاص مسلحي تنظيم الدولة الإسلامية في قرية فنيجول ببادية أبو خشب غرب دير الزور. وفي اليوم ذاته، انفجرت عبوة ناسفة استهدفت آلية للجيش السوري بالقرب من بلدة إزرع بمحافظة درعا. وأدى الانفجار إلى مقتل 4 جنود سوريين. وأعلن تنظيم الدولة الإسلامية لاحقًا مسؤوليته عن الهجوم.
في 9 نوفمبر، قُتل أحد المتمردين المتفقين على المصالحة والذي كان يعمل مع المخابرات العسكرية السورية برصاص مسلحين مجهولين في مدينة الصنمين بمحافظة درعا.
في 10 نوفمبر، قُتل ما لا يقل عن 7 من عناصر الميليشيات المدعومة من إيران في غارة بطائرة بدون طيار على مستودع للأسلحة في مدينة البوكمال بريف دير الزور الشرقي. وفي اليوم نفسه، قُتل جندي سوري برصاص قوات المعارضة في سراقب ، عقب عدة حوادث قصف بين الطرفين.
علاوة على ذلك، قُتل اثنان من عناصر قوات الأسايش في هجوم بعبوة ناسفة نفذه تنظيم داعش في بلدة هجين التي كانت تحت سيطرة داعش سابقًا.
وفي 11 نوفمبر، قُتل 5 مدنيين بغارة جوية روسية على قرية بروما في ريف إدلب الشمالي. وفي اليوم نفسه، نفذت القوات الروسية أكثر من 40 غارة جوية على مواقع تنظيم الدولة الإسلامية في صحراء تدمر.
في 12 نوفمبر، وردت أنباء عن مقتل جهادي إيراني برصاص مجهولين في وسط مدينة إدلب بعد صلاة الجمعة.
في 13 نوفمبر، قتلت قوات حرس الحدود التركية مدنيين اثنين أثناء محاولتهما العبور إلى منطقة إسكندرون بالقرب من مدينة حارم في ريف إدلب الشمالي على الحدود السورية التركية. وفي اليوم نفسه، قُتل عضو في حزب البعث وعنصران من الأمن العسكري وطفل، بهجوم شنه مسلحون مجهولون في مدينة الصنمين بدرعا.
وفي 14 نوفمبر، قُتل 13 عنصراً من الميليشيات الموالية للحكومة وأصيب آخرون بعد أن نصب عناصر من تنظيم الدولة الإسلامية كميناً لدورية تمشيط بالقرب من منجم للملح في بادية المسرب بريف دير الزور الغربي. وسُمع إطلاق نار كثيف من مدينة الرقة فور وصول جثث 7 من القتلى الثلاثة عشر.
في 15 نوفمبر، قُتل العميد في الجيش العربي السوري لواء شرف وأربعة جنود حكوميين آخرين على يد خلايا تنظيم الدولة الإسلامية بعد أن استهدفت عبوة ناسفة سيارتهم في صحراء دير الزور الغربية. وفي اليوم ذاته، قُتل 3 مقاتلين من المعارضة برصاص مسلحين مجهولين في دارة عزة بريف حلب الغربي.
في 17 نوفمبر، قُتل ملازم أول في الجيش السوري برصاص مسلحين مجهولين على الطريق الواصل بين مدينة داعل وبلدة أبطع في ريف درعا.
في 18 نوفمبر، قُتل مقاتل من المعارضة برصاص قناص من الجيش السوري على خط المواجهة في ريف حلب الغربي، في أعقاب عدة حالات قصف من الجانبين على طول خط المواجهة في إدلب. وفي اليوم نفسه، قُتل جنديان سوريان بعد أن دمرت قوات الفتح المبين نقطة مراقبة للجيش السوري في قرية أورم الكبرى على جبهة حلب.
وفي 19 نوفمبر، قُتل ثلاثة مدنيين في هجوم صاروخي على مدينة عفرين. وفي اليوم ذاته، قُتل رجل يعمل مع الأمن العسكري السوري ومدني برصاص مسلحين مجهولين في هجومين منفصلين بريف درعا الشرقي.
وفي 20 نوفمبر، قُتل جندي سوري برصاص قناص من كتائب الفتح المبين في قرية ميلجة بمحافظة إدلب. كما قُتل جندي سوري آخر على جبهة ميزناز بريف حلب الغربي.
وفي 21 نوفمبر، قُتل مقاتل من قوات سوريا الديمقراطية برصاص مسلحي تنظيم داعش بعد أن أطلقوا النار على نقطة عسكرية لقوات سوريا الديمقراطية في وسط قرية سويدان. ثم فرّ المسلحون إلى الصحراء على متن دراجة نارية.
في 22 نوفمبر، أسفرت الغارات الجوية الروسية عن مقتل مدنيين اثنين وإصابة 7 آخرين أثناء استهداف مواقع للمسلحين في قرية تلتيتا، شمال غرب إدلب. وفي اليوم نفسه، شنت الطائرات الحربية الروسية أيضًا أكثر من 40 غارة جوية على مواقع داعش في صحراء الرصافة وإثيريا.
وفي 23 نوفمبر، قُتل جندي سوري وأصيب آخر إثر انفجار عبوة ناسفة استهدفت سيارته في قرية الصخر بريف مدينة القنيطرة.
وفي 24 نوفمبر، شنت طائرات حربية إسرائيلية غارات جوية بالقرب من مدينة حمص، مما أسفر عن مقتل اثنين من المدنيين السوريين وإصابة 7 أشخاص آخرين. وفي اليوم نفسه، قُتل أربعة من المتمردين المتصالحين خلال اشتباك مع القوات الحكومية أثناء محاصرتهم في منازلهم الزراعية بالقرب من بلدة ناحتة الشرقية لعدم امتثالهم لاتفاقيات الحكومة والمتمردين في درعا. كما قُتل شخصان من "التركستان" جراء قصف للجيش السوري على قرية عين لاروز بالقرب من جبل الزاوية بريف إدلب.
وفي 25 نوفمبر، أفاد المرصد السوري لحقوق الإنسان بمقتل مدني وإصابة ثلاثة مقاتلين بعد أن استهدفت غارات جوية روسية مواقع للقوات التركية والقوات المدعومة من تركيا في قرية شان بالقرب من جبل الزاوية.
في 26 نوفمبر، أفاد المرصد السوري لحقوق الإنسان بمقتل ما لا يقل عن ثمانية مقاتلين من تنظيم الدولة الإسلامية وإصابة 15 آخرين جراء غارات جوية روسية على مناطق صحراوية بين دير الزور ومدينة الرقة. وفي اليوم نفسه، أفادت الأنباء بمقتل جندي تركي برصاص مسلح مجهول في هجوم بإطلاق نار على الحدود السورية التركية شمال مدينة حلب.
في 27 نوفمبر، وبعد وساطة مع عدد من وجهاء العشائر، أعلنت قوات سوريا الديمقراطية أنها ستفرج عن 850 معتقلاً اُعتُقِلوا بتهمة "الانتماء إلى داعش"، معظمهم من دير الزور والحسكة. وفي اليوم ذاته، قُتل مدنيان وأصيب 5 آخرون إثر انفجار سيارة مفخخة في مدينة منبج.
وفي 28 نوفمبر، قُتل قيادي في الجيش الوطني السوري برصاص أحد عناصر فرقة الحمزة في قرية المختلة بريف رأس العين، وذلك بعد خلاف داخلي بين الشخصين. وفي اليوم ذاته، قُتل مدني وأصيب آخر جراء قصف صاروخي من قبل الجيش السوري على قرية كفر تعال بريف حلب الغربي. كما تعرض مدني آخر للضرب حتى الموت من قبل قوات الدرك التركية بعد ضبطه أثناء محاولته الدخول إلى تركيا بطريقة غير شرعية بالقرب من قرية العرادة بمحافظة الحسكة.
وفي 29 نوفمبر، قُتل ثلاثة عناصر من المخابرات العسكرية بانفجار عبوة ناسفة استهدفت سيارتهم على الطريق بين نوى والشيخ سعد في ريف درعا الغربي. كما قُتل مدنيان آخران بنيران قذائف الهاون التي أطلقتها قوات النظام السوري على مدينة نوى، بعد وقت قصير من الهجوم.
في 30 نوفمبر، قُتل أربعة جنود سوريين، بينهم ملازم، في انفجار لغم أرضي بالقرب من بلدة تل أبيض. وفي اليوم نفسه، قُتل قائد في فرقة السلطان مراد المتمردة برصاص مسلحين مجهولين في بلدة الراعي شمال حلب.
كما أسفرت الاشتباكات بين القوات السورية والمعارضة في سهل الغاب عن مقتل 3 مسلحين من أنصار التركستان وجنديين سوريين.

## ديسمبر
في 2 ديسمبر، قُتل 10 عمال نفط نتيجة انفجار عبوة ناسفة زرعها تنظيم الدولة الإسلامية استهدفت حافلتهم في حقل الخراطة النفطي في محافظة دير الزور. وفي اليوم ذاته، شن مسلحو تنظيم داعش هجوماً واسع النطاق على مواقع للجيش السوري بالقرب من بلدة المسرب، ما أدى إلى مقتل عنصرين من ميليشيا الدفاع الوطني. وردًا على هذه الهجمات، أطلق الجيش السوري حملة تمشيط في بادية دير الزور الغربية لتدمير خلايا داعش المتبقية.
في 3 ديسمبر، شنت الولايات المتحدة هجومًا بطائرة بدون طيار استهدف جهاديًا سابقًا في فصيل حراس الدين في بلدة المسطومة بإدلب، مما أدى إلى مقتله. وفي اليوم ذاته، قُتل عنصران من ميليشيا حركة حزب الله النجباء بكمين نصبه تنظيم داعش بالقرب من قرية قباجب على الطريق بين تدمر ودير الزور.
وفي 4 ديسمبر، قُتل 3 عناصر من ميليشيا حركة حزب الله النجباء في مناطق مختلفة من بادية دير الزور، إثر اشتباكات عدة مع خلايا تنظيم داعش خلال عمليات التمشيط.
في 6 ديسمبر، انضمت 21 ميليشيا مدعومة من إيران تعمل في صحراء دير الزور إلى قوات الدفاع الوطني السورية من أجل منع تعرضها لهجمات من قبل قوات التحالف ، وذلك بعد هجمات متكررة بطائرات بدون طيار وصواريخ على مثل هذه الميليشيات في السنوات الأخيرة. وفي اليوم نفسه، قُتل جندي سوري برصاص مسلحين مجهولين في وسط مدينة نوى.
في 7 ديسمبر، شنت طائرات حربية إسرائيلية هجوماً جوياً على ميناء اللاذقية ، مما أدى إلى إلحاق أضرار بمرافق الميناء وإشعال النيران في عدة حاويات. وفي وقت لاحق من ذلك اليوم، قُتل أحد كبار عناصر المخابرات العسكرية السورية، الذي كان مسؤولاً عن "قسم الدراسات"، برصاص مسلحين مجهولين على طريق سحم – نافع في ريف درعا الغربي. وفي اليوم نفسه، قُتل مدني برصاص حرس الحدود التركي بعد رؤيته وهو يحاول الدخول إلى تركيا بطريقة غير شرعية بالقرب من كفر دريان شمال إدلب.
في 8 ديسمبر، نشر المرصد السوري لحقوق الإنسان لقطات تظهر ترحيل ما لا يقل عن 490 عراقياً من عناصر تنظيم داعش السابقين إلى العراق من معسكر الاعتقال في الهول شمال سوريا. وفي اليوم ذاته، قُتل جندي من الفرقة الرابعة السورية برصاص مسلحين مجهولين في مدينة طفس بريف درعا الغربي.
وفي 9 ديسمبر، قُتل رئيس بلدية إنخل برصاص مسلحين مجهولين، خلال سلسلة من عمليات إطلاق النار في محافظة درعا، كما قُتل عضو في اللجنة المركزية في درعا برصاص مسلحين في قرية تل شهاب. كما قُتل جندي من الفيلق الخامس في الجيش السوري برصاص مجهولين قرب معربة. وفي اليوم نفسه، توفي جندي تركي متأثراً بجراحه التي أصيب بها في هجوم على القوات التركية من قبل كتيبة أبو بكر الصديق في 15 أكتوبر بالقرب من معرة مصرين بإدلب.
في 10 ديسمبر، قُتل مقاتلان من قوات سوريا الديمقراطية بالقرب من تل تمر بعد أن استهدفت القوات التركية نقطة تفتيش تابعة لهم بقذائف المدفعية.
في 11 ديسمبر، هاجم مسلحو تنظيم الدولة الإسلامية قوة مشتركة من الفرقة 17 في الجيش السوري وميليشيا لواء القدس الموالية للأسد في بادية المسراب، غرب دير الزور، مما أسفر عن مقتل 7 مقاتلين من القوة المشتركة. وفي اليوم نفسه، قُتل 3 مدنيين وأصيب عدد آخر بعد أن استهدفت غارة جوية روسية مواقع للمعارضة في اليعقوبية بإدلب.
وفي 12 ديسمبر، قُتل مدني في هجوم صاروخي على مدينة الأتارب في ريف حلب الغربي.
وفي 14 ديسمبر، قُتل 5 مقاتلين من هيئة تحرير الشام بعد استهداف القوات السورية مواقعهم في معربليت بريف إدلب بصاروخ موجه بالليزر.
في 16 ديسمبر، أسقطت طائرة مقاتلة من طراز تايفون تابعة لسلاح الجو الملكي البريطاني طائرة بدون طيار يشتبه أنها تابعة لتنظيم داعش فوق منطقة التنف التي تحتلها الولايات المتحدة في الصحراء السورية.
في 18 ديسمبر، قُتل جنديان سوريان وأصيب ثلاثة آخرون بعد أن نصب عناصر من تنظيم داعش كميناً لمركبة عسكرية سورية كانت تسير على الطريق بين مسكنة ودبسي عفنان، جنوب غرب الرقة. وفي اليوم ذاته، قُتل 3 مقاتلين من قوات سوريا الديمقراطية برصاص مسلحي داعش على طريق حقل العمر النفطي بريف دير الزور.
وفي 20 ديسمبر، قُتل جندي سوري وأصيب آخر بعد إطلاق قذائف هاون على مركز للشرطة في مدينة السويداء بمحافظة درعا.
وفي 21 ديسمبر، قُتل 4 مدنيين وأصيب 3 جنود سوريين بعد قصف القوات التركية لمواقع قوات سوريا الديمقراطية بالقرب من بلدة تل تمر. كما ردت قوات سوريا الديمقراطية على النيران وبدأت بقصف مواقع المسلحين المدعومين من تركيا، ما أدى إلى مقتل 3 مقاتلين من الجيش الوطني السوري. كما قُتل رجل برصاص حرس الحدود التركي بعد محاولته الدخول إلى تركيا بطريقة غير شرعية في ريف الحسكة الشمالي، بالقرب من الحدود السورية التركية.
في 23 ديسمبر، اغتيل رئيس بلدية قرية النعيمة بمحافظة درعا ، بانفجار سيارة مفخخة في مدينة درعا. وفي اليوم ذاته، قُتل مدني بعد أن شنت قوات المعارضة هجوماً برياً على مزرعة المفاريد شمال غرب مدينة منبج.
في 24 ديسمبر، قُتل جنديان سوريان على يد قوات المعارضة أثناء محاولتهما زرع ألغام على خطوط المواجهة بين إدلب وحلب بالقرب من بلدتي بالا ومزناز غرب حلب.
في 25 ديسمبر، قُتل 6 عناصر، بينهم قياديان، من "الشبيبة الثورية" (مجموعة مسلحة تابعة لحزب الاتحاد الديمقراطي الكردي) بعد قصف طائرة مسيرة تركية منزلاً في مدينة كوباني شمال سوريا.
في 26 ديسمبر، قُتل ضابط من الأمن العسكري السوري برصاص مسلحين مجهولين في مدينة الصنمين بمحافظة درعا.
وفي 27 ديسمبر، أدى انفجار عبوة ناسفة في قرية المزيريب إلى مقتل عضو في اللجنة المركزية في درعا. وفي اليوم نفسه، قُتل قيادي في قوات سوريا الديمقراطية برصاص عناصر يشتبه أنهم من داعش في بلدة ذيبان غرب دير الزور.
في 28 ديسمبر، أطلقت القوات الإسرائيلية عدة صواريخ دقيقة على ميناء اللاذقية. وأدى الهجوم إلى مقتل اثنين من عناصر الميليشيات الموالية للأسد وتدمير عدة حاويات، وإشعال النيران في الميناء لعدة ساعات.
في 29 ديسمبر، قُتل قائد من فرقة الحمزة وأصيب 8 آخرون خلال صراع داخلي في قرية تفريا بالقرب من الباب. وفي اليوم نفسه، قُتل مدنيان بعد قصف القوات التركية لمزرعة بالقرب من بلدة الفرات بالقرب من منبج.
وفي 31 ديسمبر، قُتل مدنيان بعد استهداف طائرات حربية روسية مزرعة على أطراف بلدة كفر دريان، قرب الحدود السورية التركية، شمال إدلب.
خلال شهر ديسمبر، قُتل 21 مسلحاً من تنظيم داعش على يد الجيش السوري والقوات الجوية الروسية أثناء عمليات التمشيط في البادية السورية.